# 地拉那
地拉那（阿爾巴尼亞語：[tiˈɾana]（定）/ （不定）、地拉那方言：（定）/ （不定）），阿尔巴尼亚的首都和第一大城市，整個地拉那位於阿爾巴尼亞中部達埃蒂山和埃爾曾河西側的內陸盆地，阿爾巴尼亞著名的拉納河流經地拉那市中心地帶。而地拉那是阿爾巴尼亞全国的政治、经济、文化中心。全市人口有862,361人（2017年）。
早在公元前1至3萬年地拉那就已經有人居住，並且在古羅馬、古希臘、奧圖曼統治時期融合了不少古希臘及土耳其文化。地拉那在1614年始建城镇。在1920年被阿爾巴尼亞親王國定为阿國首都，並一直維持首都地位至今。第二次世界大战期间曾被意大利、德国的法西斯軸心國所占领，並把阿爾巴尼亞建立為傀儡國家。到了1944年被南斯拉夫軍隊和阿爾巴尼亞勞動黨領導人恩維爾·霍查解放。而在90年代初的東歐劇變運動中地拉那是阿爾巴尼亞民主化運動的主要示威地點之一。
地拉那是巴爾幹半島國家中第7名最多人口居住的城市，2017年人口普查顯示達到86萬人之多。雖然阿爾巴尼亞人口受出生率持續下降以及人口外遷至西歐美國的影響，在1990年起由330萬左右開始緩慢下降至2023年約278萬人左右水平，然而地拉那市區人口卻不斷增加，地拉那的近郊地區(如卡姆扎)也是如此，其主要原因包括愈來愈多來自國內其他城市的阿爾巴尼亞人搬往這裏尋找更好的就業機會、學府、交通配套完善等。另外地拉那更是阿爾巴尼亞國內面積最大城市以及全球最龐大阿爾巴尼亞語使用者的城市，當中居住的阿爾巴尼亞人佔超過6成，另外還包括少數民族的希臘人、馬其頓人、黑山人等，以及來自全球不同國家的外來移民。此外地拉那受溫帶地中海氣候影響，儘管地拉那冬季時有暴風雨甚至偶然還會在近郊錄得降雪記錄，但夏季晴天乾燥的日子較大部分歐洲城市還要多(情況類似西班牙南部)，使地拉那成為歐洲十大最多日照的城市之一，全年日照時間達到2554小時。

## 政治
地拉那市中心設有阿爾巴尼亞國會大樓，是舉行阿爾巴尼亞各種政治、經濟、社會、民生、環境問題或議題決定和辯論的地方，以及是阿爾巴尼亞國會議員舉行和參與會議的地方。

### 行政區劃
地拉那市镇隶属于地拉那州，下分为24个行政分区，其中地拉那1区至11区为市区，另外13个为郊区。
地拉那市長和地拉那內閣一起行使行政權力。地拉那大會作為城市議會，由55名成員組成，任期四年。它主要涉及城市與阿爾巴尼亞政府之間的預算，全球定位和關係。它有14個委員會，現任主席是阿爾巴尼亞社會黨的Aldrin Dalipi。每個成員都有一個特定的組合，如經濟，金融，司法，教育，醫療保健，以及一些專業服務，機構和研究所。
2000年，來自地拉那大學中央校區的地拉那市中心至特蕾莎修女廣場直到斯堪德培廣場，被納入為國家文化和旅遊重點項目，並給予保護。首都的歷史核心位於行人專用的Murat Toptani街附近，而最著名的城區是Blloku。這個社區是地拉那青年時期最受歡迎的地方。它位於地拉那的南側，與Kombinat和市中心接壤。 直到最近，該市缺乏適當的地址系統。 2010年，市政府承擔了街道名稱標誌和入口號碼的安裝，同時每個公寓入口都有蓋章。

## 經濟
作為阿爾巴尼亞首都及最大城市，地拉那是全國最富裕的地區和城市，近年在近郊建有不少中高收入人士低密度住宅區。另外地拉那擁有全國最龐大的金融服務業系統，經貿國際展覽也大多在地拉那舉辦。同時地拉那也是阿爾巴尼亞國內與海外物流轉運中心。

## 旅遊
地拉那建有不少歷史古跡和博物館，其中作為地拉那地標的是斯堪德培廣場。另外地拉那還擁有多所歷史悠久的清真寺、東正教堂和天主教堂。
- 斯堪德培廣場
- 阿爾巴尼亞國家歷史博物館
- 雄鷹廣場
- 多座古希臘、古羅馬建築遺跡
- 社会主义時期的地堡
- 政治犯紀念館
- 恩森梅清真寺
- 地拉那金字塔
- 封锁区

## 人口
| 年份   | 1703  | 1820   | 1923   | 1937   | 1955    | 1985    | 2001    | 2011    | 2016    | 2017    |
| ------ | ----- | ------ | ------ | ------ | ------- | ------- | ------- | ------- | ------- | ------- |
| 人口數 | 4,000 | 12,000 | 10,845 | 35,000 | 108,200 | 200,000 | 597,899 | 749,365 | 842,981 | 862,361 |

## 氣候
地拉那在柯本氣候分類法中屬於溫帶地中海氣候區，冬季時常受寒潮影響較為寒冷及多暴風雨，雷暴天氣有70%左右發生在冬季，但除東部山區外的地區較少有日子的氣溫會降至0°C以下且通常只在清晨時分出現，不過受輻射冷卻現象影響霜凍天氣很常見。夏季炎熱少雨和乾燥，有時更會出現乾旱天氣，中午氣溫經常升至30°C或以上，如遇上來自北非的偏南焚風熱浪更會升至40°C左右，當中又以晴天日子為主，但如果在下對流雨時中午氣溫亦可以降至20°C以下。
另外每年冬季的地拉那近郊和山區會出現降雪現象，但近郊降雪量並不多，積雪往往很快便溶掉(平均每年有數天出現降雪)；山區如達埃蒂山則在冬季常出現降雪天氣(平均每年有超過20天出現降雪)；至於地拉那市區至斯堪德培廣場市中心一帶甚少出現降雪天氣(平均每10至20年才出現1次)。春、秋兩季地拉那的天氣最為宜人。同時地拉那也是歐洲十大最多日照的城市之一，全年日照時間達2554小時。
| 地拉那國際機場 (平均氣溫數據1961–1990,極端氣溫數據1940至今) | 地拉那國際機場 (平均氣溫數據1961–1990,極端氣溫數據1940至今) | 地拉那國際機場 (平均氣溫數據1961–1990,極端氣溫數據1940至今) | 地拉那國際機場 (平均氣溫數據1961–1990,極端氣溫數據1940至今) | 地拉那國際機場 (平均氣溫數據1961–1990,極端氣溫數據1940至今) | 地拉那國際機場 (平均氣溫數據1961–1990,極端氣溫數據1940至今) | 地拉那國際機場 (平均氣溫數據1961–1990,極端氣溫數據1940至今) | 地拉那國際機場 (平均氣溫數據1961–1990,極端氣溫數據1940至今) | 地拉那國際機場 (平均氣溫數據1961–1990,極端氣溫數據1940至今) | 地拉那國際機場 (平均氣溫數據1961–1990,極端氣溫數據1940至今) | 地拉那國際機場 (平均氣溫數據1961–1990,極端氣溫數據1940至今) | 地拉那國際機場 (平均氣溫數據1961–1990,極端氣溫數據1940至今) | 地拉那國際機場 (平均氣溫數據1961–1990,極端氣溫數據1940至今) | 地拉那國際機場 (平均氣溫數據1961–1990,極端氣溫數據1940至今) |
| 月份                                                        | 1月                                                         | 2月                                                         | 3月                                                         | 4月                                                         | 5月                                                         | 6月                                                         | 7月                                                         | 8月                                                         | 9月                                                         | 10月                                                        | 11月                                                        | 12月                                                        | 全年                                                        |
| ----------------------------------------------------------- | ----------------------------------------------------------- | ----------------------------------------------------------- | ----------------------------------------------------------- | ----------------------------------------------------------- | ----------------------------------------------------------- | ----------------------------------------------------------- | ----------------------------------------------------------- | ----------------------------------------------------------- | ----------------------------------------------------------- | ----------------------------------------------------------- | ----------------------------------------------------------- | ----------------------------------------------------------- | ----------------------------------------------------------- |
| 历史最高温 °C（°F）                                         | 21.2 (70.2)                                                 | 28.0 (82.4)                                                 | 30.3 (86.5)                                                 | 32.6 (90.7)                                                 | 35.9 (96.6)                                                 | 39.6 (103.3)                                                | 42.2 (108.0)                                                | 41.4 (106.5)                                                | 39.7 (103.5)                                                | 36.1 (97.0)                                                 | 26.1 (79.0)                                                 | 22.5 (72.5)                                                 | 42.2 (108.0)                                                |
| 平均高温 °C（°F）                                           | 11.6 (52.9)                                                 | 12.9 (55.2)                                                 | 15.6 (60.1)                                                 | 19.0 (66.2)                                                 | 23.8 (74.8)                                                 | 27.7 (81.9)                                                 | 30.7 (87.3)                                                 | 30.7 (87.3)                                                 | 27.3 (81.1)                                                 | 21.8 (71.2)                                                 | 17.1 (62.8)                                                 | 13.0 (55.4)                                                 | 21.0 (69.8)                                                 |
| 日均气温 °C（°F）                                           | 6.7 (44.1)                                                  | 7.8 (46.0)                                                  | 10.0 (50.0)                                                 | 13.4 (56.1)                                                 | 18.0 (64.4)                                                 | 21.6 (70.9)                                                 | 24.0 (75.2)                                                 | 23.8 (74.8)                                                 | 20.7 (69.3)                                                 | 16.0 (60.8)                                                 | 11.7 (53.1)                                                 | 8.1 (46.6)                                                  | 15.2 (59.4)                                                 |
| 平均低温 °C（°F）                                           | 1.8 (35.2)                                                  | 2.6 (36.7)                                                  | 4.5 (40.1)                                                  | 7.9 (46.2)                                                  | 12.1 (53.8)                                                 | 15.6 (60.1)                                                 | 17.2 (63.0)                                                 | 16.9 (62.4)                                                 | 14.1 (57.4)                                                 | 10.1 (50.2)                                                 | 6.3 (43.3)                                                  | 3.2 (37.8)                                                  | 9.4 (48.9)                                                  |
| 历史最低温 °C（°F）                                         | −9.9 (14.2)                                                 | −9.4 (15.1)                                                 | −6.0 (21.2)                                                 | −1.0 (30.2)                                                 | 3.4 (38.1)                                                  | 6.2 (43.2)                                                  | 4.2 (39.6)                                                  | 10.6 (51.1)                                                 | 5.5 (41.9)                                                  | −0.4 (31.3)                                                 | −4.3 (24.3)                                                 | −6.6 (20.1)                                                 | −9.9 (14.2)                                                 |
| 平均降水量 mm（）                                           | 143 (5.6)                                                   | 132 (5.2)                                                   | 115 (4.5)                                                   | 104 (4.1)                                                   | 103 (4.1)                                                   | 68 (2.7)                                                    | 42 (1.7)                                                    | 46 (1.8)                                                    | 78 (3.1)                                                    | 114 (4.5)                                                   | 172 (6.8)                                                   | 148 (5.8)                                                   | 1,266 (49.8)                                                |
| 平均降水天数（≥ 0.1 mm）                                    | 13                                                          | 13                                                          | 14                                                          | 13                                                          | 12                                                          | 7                                                           | 5                                                           | 4                                                           | 6                                                           | 9                                                           | 16                                                          | 16                                                          | 128                                                         |
| 平均相對濕度（％）                                          | 74                                                          | 73                                                          | 69                                                          | 72                                                          | 68                                                          | 69                                                          | 62                                                          | 64                                                          | 71                                                          | 70                                                          | 76                                                          | 79                                                          | 71                                                          |
| 月均日照時數                                                | 124                                                         | 125                                                         | 165                                                         | 191                                                         | 263                                                         | 298                                                         | 354                                                         | 327                                                         | 264                                                         | 218                                                         | 127                                                         | 88                                                          | 2,544                                                       |
| 来源：Deutscher Wetterdienst                                |                                                             |                                                             |                                                             |                                                             |                                                             |                                                             |                                                             |                                                             |                                                             |                                                             |                                                             |                                                             |                                                             |

## 交通

### 巴士
地拉那市內設有多條巴士線來往地拉那各區，另外還設有長途巴士服務來往都拉斯、培拉特、斯庫台、薩蘭達等國內城市，以至科索沃、黑山、希臘。廉價的巴士票價使巴士在地拉那的市民心目中很受歡迎，但每逢星期一至五的上班日繁忙時間經常出現頂閘情況，使乘車時間大增，令小巴近年客量不斷增加並與巴士競爭。

### 小巴
作為地拉那巴士的輔助交通工具，小巴的功能可以疏導巴士頂閘情況，當小巴坐滿乘客時便會即時開車，而且比巴士更快穿梭市內各處，但收費較巴士昂貴。

### 電車
在2017年的一次記者會上，地拉那市長已公布地拉那市內電車的路線規劃、電車車輛款式、建造成本等詳細資料。阿爾巴尼亞的執政和反對黨均表明支持該電車系統興建計劃，認為可以舒緩斯堪德培廣場的市中心地段至地拉那理工大學一帶地區的交通擠塞情況及能夠為市民提供一個更便利而環保的交通工具選擇，該計劃現時以2020年落成啟用為目標。

### 公路和鐵路運輸

#### 公路

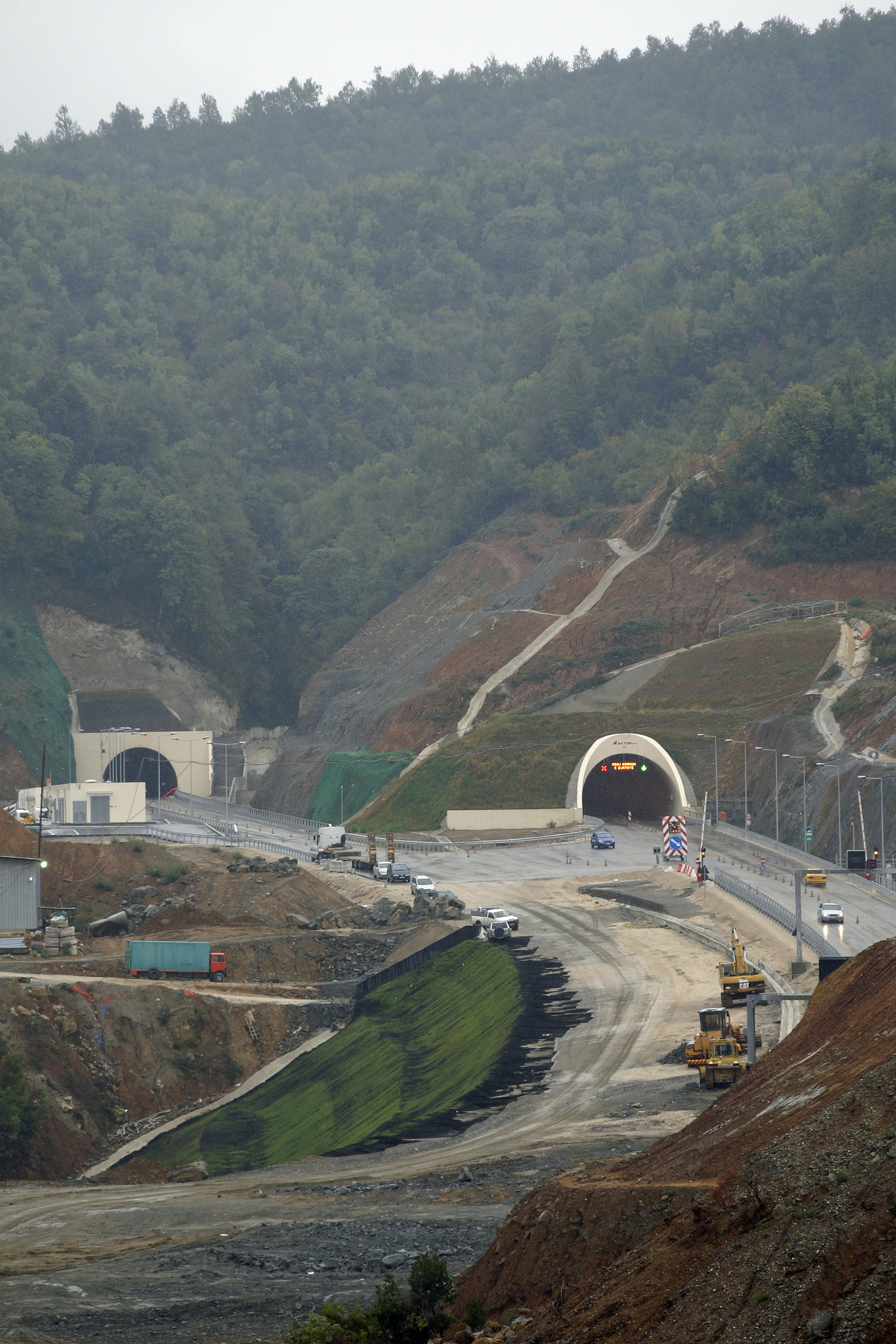
地拉那-艾巴申公路目前正在建設中，並且是A3高速公路計劃的其中一部分，2013年

地拉那作為阿爾巴尼亞首都，SH1，SH2，SH3國道的交匯點也設於地拉那。而地拉那環市高速公路的建設始於2011年。國道1號（SH1）是通往Hotit邊境城鎮過境關口的阿爾巴尼亞-黑山跨境公路。從卡姆扎區的立交橋（Mbikalimi i Kamzës）由地拉那作為公路起點，向北行穿過富舍克魯亞、米諾特、萊什、斯庫台及科普利克等城市。SH1已經成為連接首都地拉那和鄰國科索沃的阿爾巴尼亞-科索沃公路的一部分，SH1同時也是阿爾巴尼亞南北公路走廊的一部分，南面是阿爾巴尼亞和希臘的邊界城鎮和著名古城布特林特連接起來，形成了亞得里亞海-愛奧尼亞海沿岸高速公路的一部分。

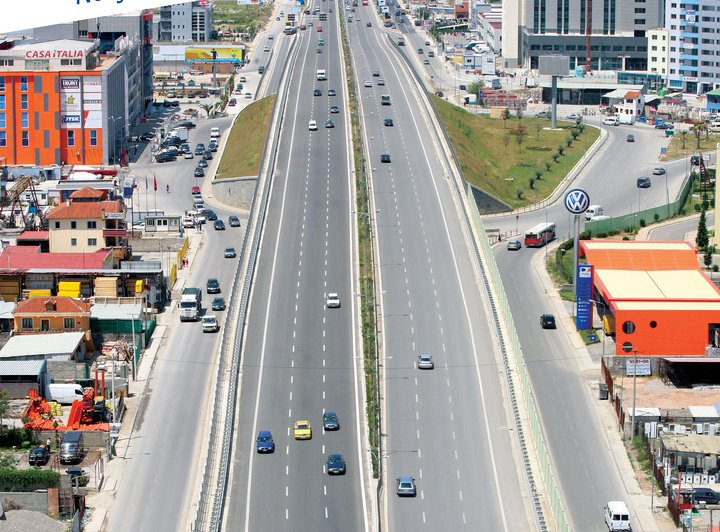
SH2是地拉那與港口城市都拉斯聯繫起來的國道。道路是1991年阿尔巴尼亚劳动党政权倒台后在阿爾巴尼亞興建的首條公路

2號國道（SH2）是阿爾巴尼亞的東西走向的公路，將港口城市都拉斯與地拉那聯繫起來。SH2從Dajlani區立交橋的都拉斯港口開始，繞過Shijak區，與沃拉的國道SH52相交，繞過前往地拉那特蕾莎修女國際機場的公路，公路終點位於地拉那郊外的卡姆扎區立交橋，在那裡與前往阿爾巴尼亞北部的1號國道會合。
阿爾巴尼亞A3高速公路計劃沿阿爾巴尼亞中部從地拉那前往阿爾巴尼亞南部，首先是地拉那-羅戈日內高速公路，連接地拉那與泛歐公路系統。從地拉那到艾巴申的A3高速公路部分將是替代克拉爾巴帕（Krraba Pass）古老的彎曲SH3國道。A3高速公路繞過了交通繁忙的都拉斯至Rrogozhina區的國道。此外，A3高速公路距離SH3的路徑縮短約15公里（9.3英里），屆時地拉那和艾巴申的行車距離將會大幅減少，節省更多行車時間。在經濟上，A3高速公路建成後會是阿爾巴尼亞首都和希臘之間的一個重要聯繫。
近年來，由於預計在地拉那以西附近的卡姆扎區立交橋附近一帶將會興建新的多功能碼頭，地拉那市已經開通了幾座臨時巴士和小巴車站，主要沿著Dr Dr Hoxha街道，以規範地拉那與港口都拉斯附近的城鎮之間交通秩序。這個碼頭為阿爾巴尼亞南部，包括杜拉爾斯，以及科索沃和國際提供商貿運輸服務。

#### 鐵路
提供都拉斯-Librazhd的鐵路載客服務會途經艾巴申。截至2013年9月，斯堪德培廣場以北的地拉那火車站被拆除，搬遷至萊什（地拉那）街道，後者於2015年5月進行了翻新。Template:必需現行被替換為位於Zogu I Boulevard北端的長途汽車站旁邊的巴士服務。儘管有斯庫台到黑山的鐵路運輸服務，但從Librazhd到波格拉德茨延伸到阿爾巴尼亞東南部的鐵路運輸，由於該線路客量太少，因而在2012年起停止運作。現時阿爾巴尼亞沒有任何跨境的火車載客服務，只有往黑山的鐵路貨運服務。另外阿爾巴尼亞鐵路局正購入現代化列車，以用作更換過時而破損褐色由共產時期購入的列車，藉此提升乘客舒適度、載客量、效率及形象。而位於地拉那西北面的Laprakë區將建成一個全新的火車站，計劃作為鐵路、電車、巴士及小巴的多功能交通運輸中心。而在火車站翻新工程完成前，地拉那和萊什之間的載客和貨運鐵路運輸服務仍然被暫停運作。目前政府正在計劃建造高速鐵路系統由里納斯區的地拉那特蕾莎修女國際機場的新鐵路路線到港口城市都拉斯。這條鐵路的位置是位於阿爾巴尼亞人口最多的城市地區之一，使其成為阿爾巴尼亞重要的交通和經濟發展項目計劃。預計於2019年開幕。

### 航空

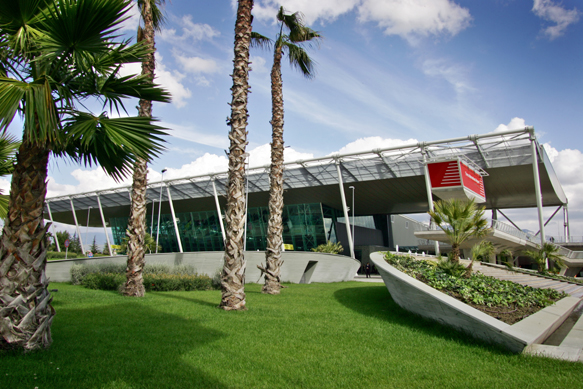
地拉那特蕾莎修女國際機場是巴爾幹半島規模第八大最繁忙的機場，每年處理超過200萬人次

地拉那特蕾莎修女國際機場，以阿爾巴尼亞天主教著名人物特蕾莎修女命名。這是進入該國的航空旅客的唯一入境口岸，設有多條國際航班開往歐洲各國。機場位於地拉那市中心西北約6海裡（11公里; 6.9英里）的唯尼斯。

### 公共交通、單車和輪渡

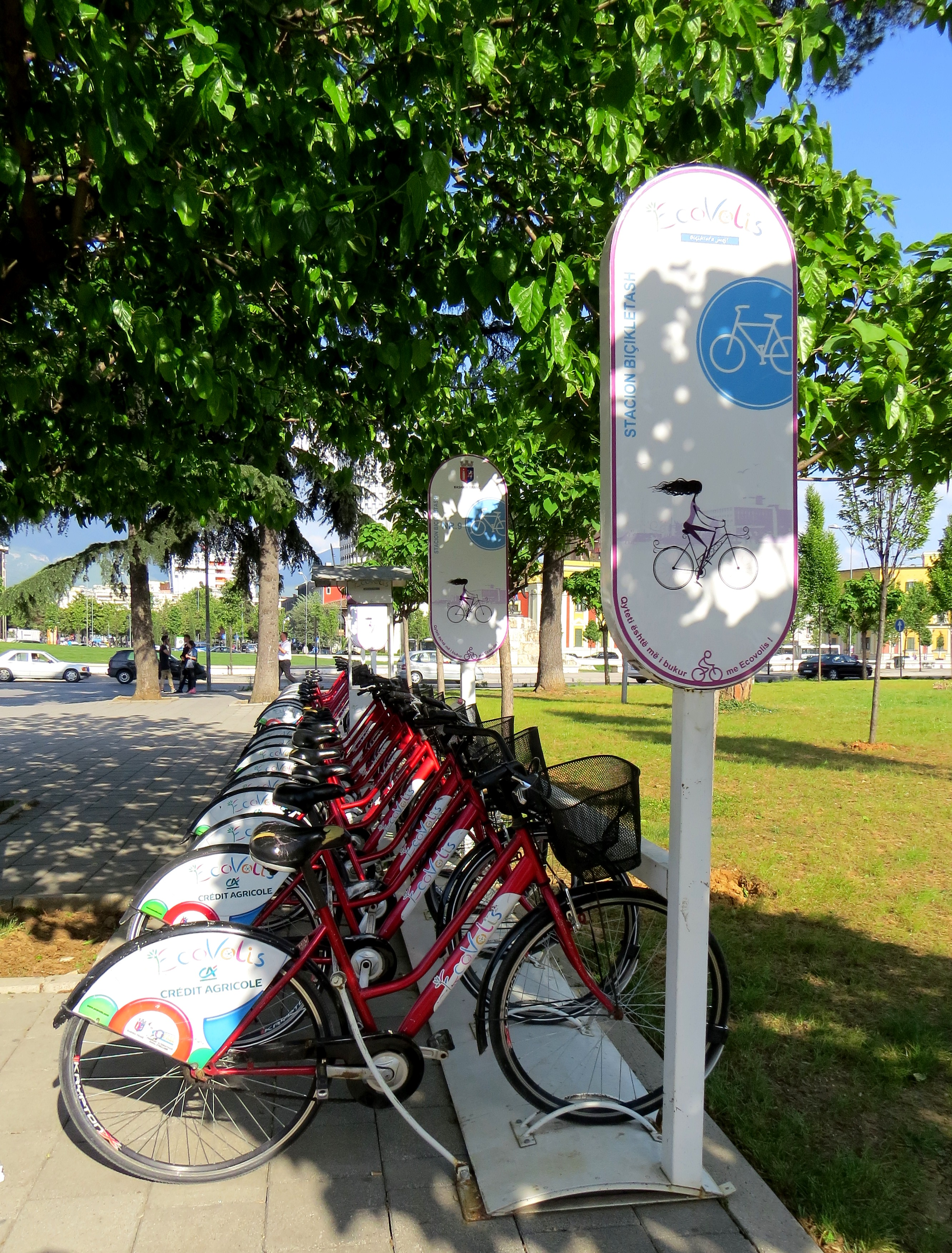
Ecovolis靠近地拉那市中心的共享單車

地拉那由都拉斯提供渡輪服務，都拉斯港是亞得里亞海最大的渡輪客運港之一，36 km（22 mi）。都拉斯的渡輪提供杜布羅夫尼克、扎達爾（克羅地亞）、科孚（希臘）、安科納、巴里，Brindisi，Genoa，Otranto，Trieste（意大利），Bar（黑山 ），Koper（斯洛文尼亞）和該地區的其他城市的國際渡輪服務。地拉那的當地交通工具主要是巴士或的士。官方的的士有黃色的盤子和紅色文字，通常使用於計程器。長途巴士和小巴（furgon）服務範圍覆蓋地拉那開往阿爾巴尼亞的沿岸和北部和南部。國際長途汽車服務通過科爾察或Kakavije連接到希臘和科索沃 通過新A1高速公路，都拉斯-Morine高速公路，馬其頓共和國通過Struga。

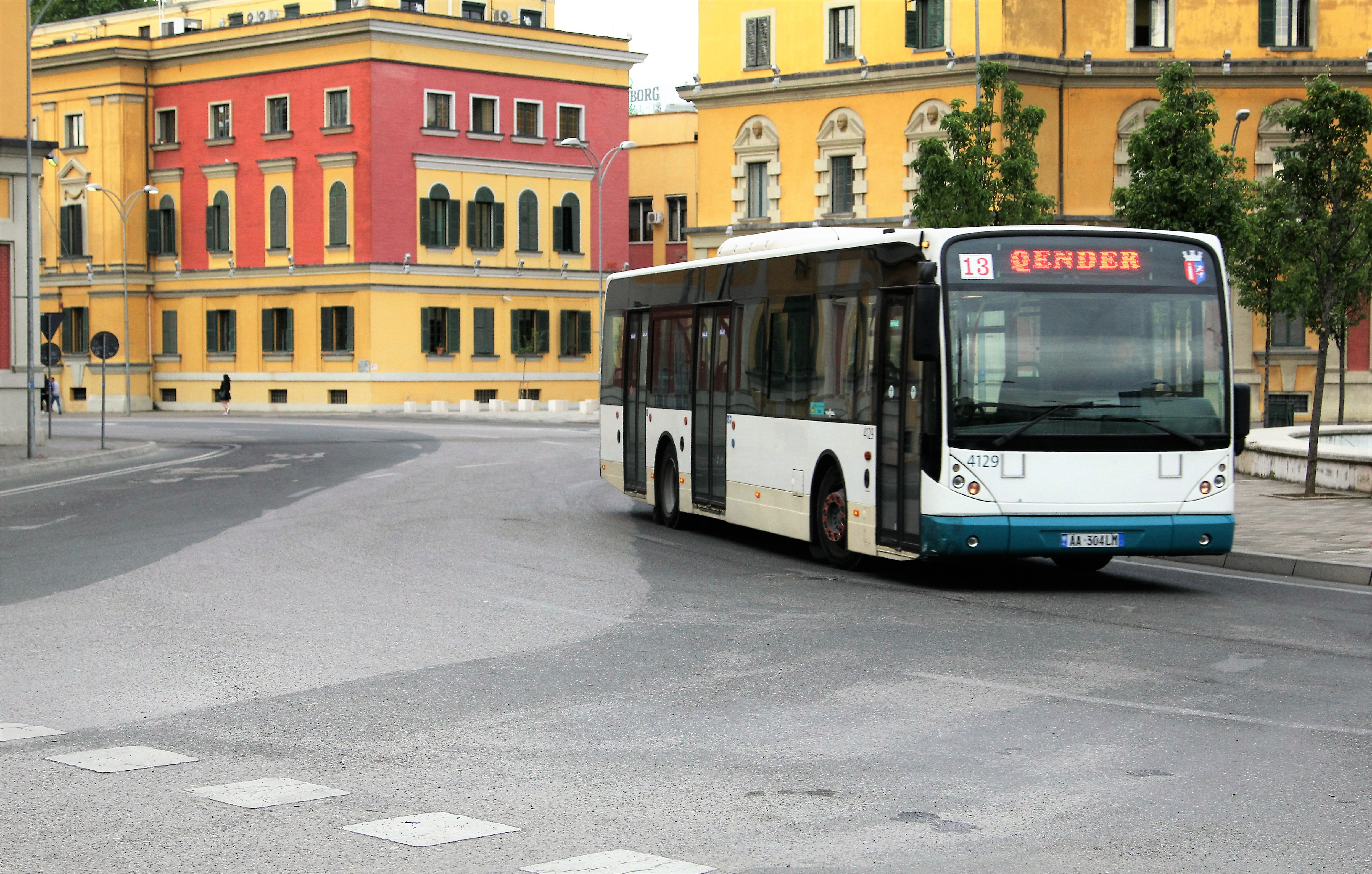
地拉那的公共交通

Ecovolis單車共享系統於2011年推出。單車最初從位於Rinia Park和Deshmoret e Kombit Boulevard的四個車站租用。全日乘車費為100列克。僅自行車道位於斯坎德培廣場，拉納河和卡瓦哈街的現有人行道旁，而公共汽車和自行車道的組合位於其他主要街道上，以緩解整體擁堵。
2012年，地拉那市發布了一份報告，根據該報告，正在評估兩條電車線路的建設項目。有軌電車線的總長度為16.7（10.4英里）。目前，地拉那的公共交通僅集中在市中心，因此居住在郊區的人們擁有較少或沒有公共交通連接。市政當局認為，市中心的步行區也將隨著電車線路的建設而建立。根據該計劃，兩條電車線將在斯堪德培廣場相交。目前地拉那的公共交通系統由十條公交線路組成，每天有250至260輛公交汽車。電車網絡的發展將使得更容易進入市中心以及必要的設施，例如設立休閒區或不使用私人車輛的工作。

## 文化

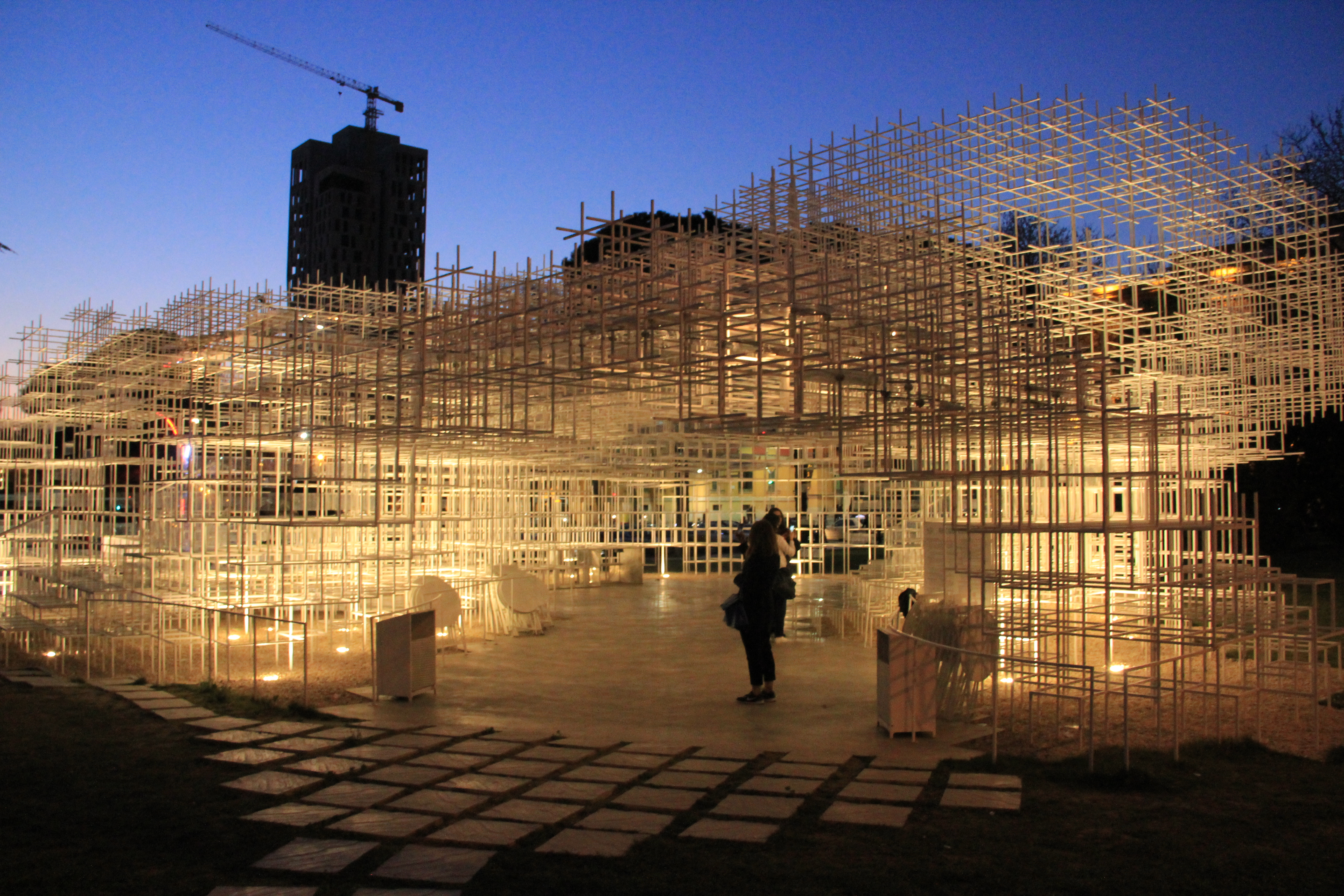
雲亭在國家美術館之外由日本建築師藤本安裝

地拉那是音樂，電影，戲劇，舞蹈和視覺藝術的重要中心。該市擁有該國最大的文化機構，如地拉那文化宮、國家大劇院、國家歌劇和芭蕾舞劇院、國立考古博物館、阿爾巴尼亞美術館、阿爾巴尼亞科學博物館和阿爾巴尼亞國家歷史博物館。當地的機構包括國家圖書館，這些機構保存著超過一百萬本書籍，期刊，地圖，地圖集，縮微膠片和其他圖書館資料。 該市有五個保存完好的傳統民居（博物館），56個文化紀念碑，八個公共圖書館。自2011年以來，在國家歷史博物館後面開設了旅遊信息辦公室，提供有關地拉那和阿爾巴尼亞的有用信息。
這個城市有很多外國文化機構，包括德國Goethe-Institut，弗里德里希·艾伯特基金會和英國文化協會。地拉那的其他文化中心有加拿大理工學院，中文孔子學院，希臘文希臘文化基金會，意大利語Istituto Italiano di Cultura和法國法語聯盟。歐洲委員會新聞辦公室在地拉那成立。阿爾巴尼亞中的三個主要宗教，其中包括伊斯蘭教、阿爾巴尼亞東正教教會、天主教、基督教，他們的所有總部都在地拉那。 Bektashi領導層移居阿爾巴尼亞，並在地拉那市建立了他們的世界總部。
每年在地拉那舉行的主要年度活動之一是地拉那國際電影節。這是該國第一個國際電影節，被認為是該國最重要的電影節目。

### 博物館

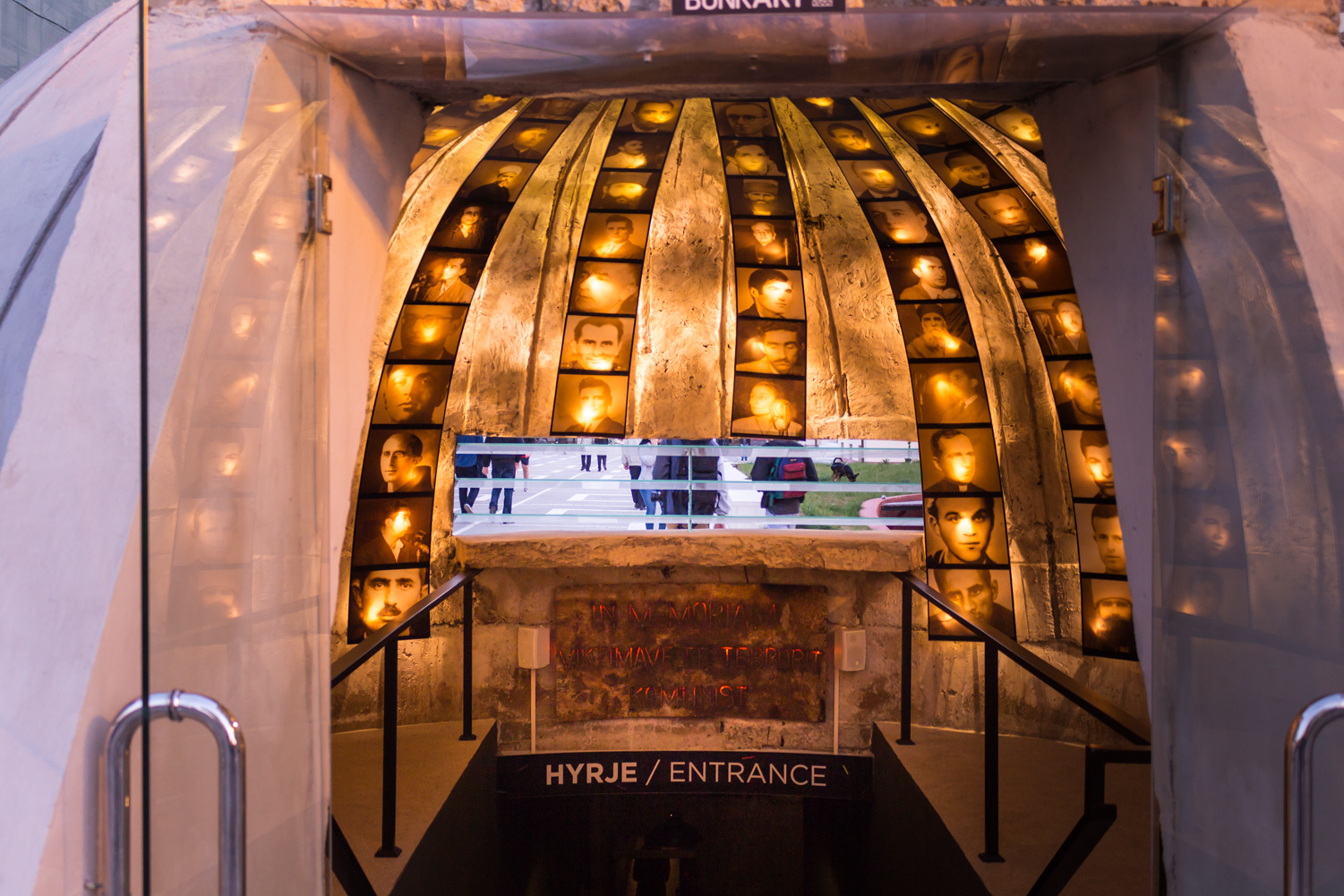
Bunk'art博物館入口靠近市中心

地拉那最著名的博物館是阿爾巴尼亞國家歷史博物館，詳細介紹了該國的歷史。它保留了阿爾巴尼亞中一些最好的考古發現，從史前時代到現代。在展館的入口處，有一些全球性的照片，他們特蕾莎修女見雅克希拉克、比爾克林頓、托尼布萊爾、易卜拉欣科德拉以及許多其他人物。毫無疑問，她使用的個人物品增加了博物館成千上萬遊客的好奇心。2012年有近100萬遊客被計算在內。
另一個大型博物館包括國家考古博物館，這是國家考古博物館和第一個在第二次世界大戰之後在阿爾巴尼亞創建的博物館。國家美術館於1954年向公眾開放。但是，博物館保存了5000多件藝術品。其他博物館包括自然科學博物館，該博物館在動物學，植物學和地質學方面有分支，前霍查博物館和Bunk'art博物館。2017年，秘密監視博物館（葉子之家）進行了翻新和重新開放。 共產主義時期的歷史建築，現在的目的是用作紀錄當年的阿爾巴尼亞共產主義政權的迫害和紀念政治犯。

### 節日

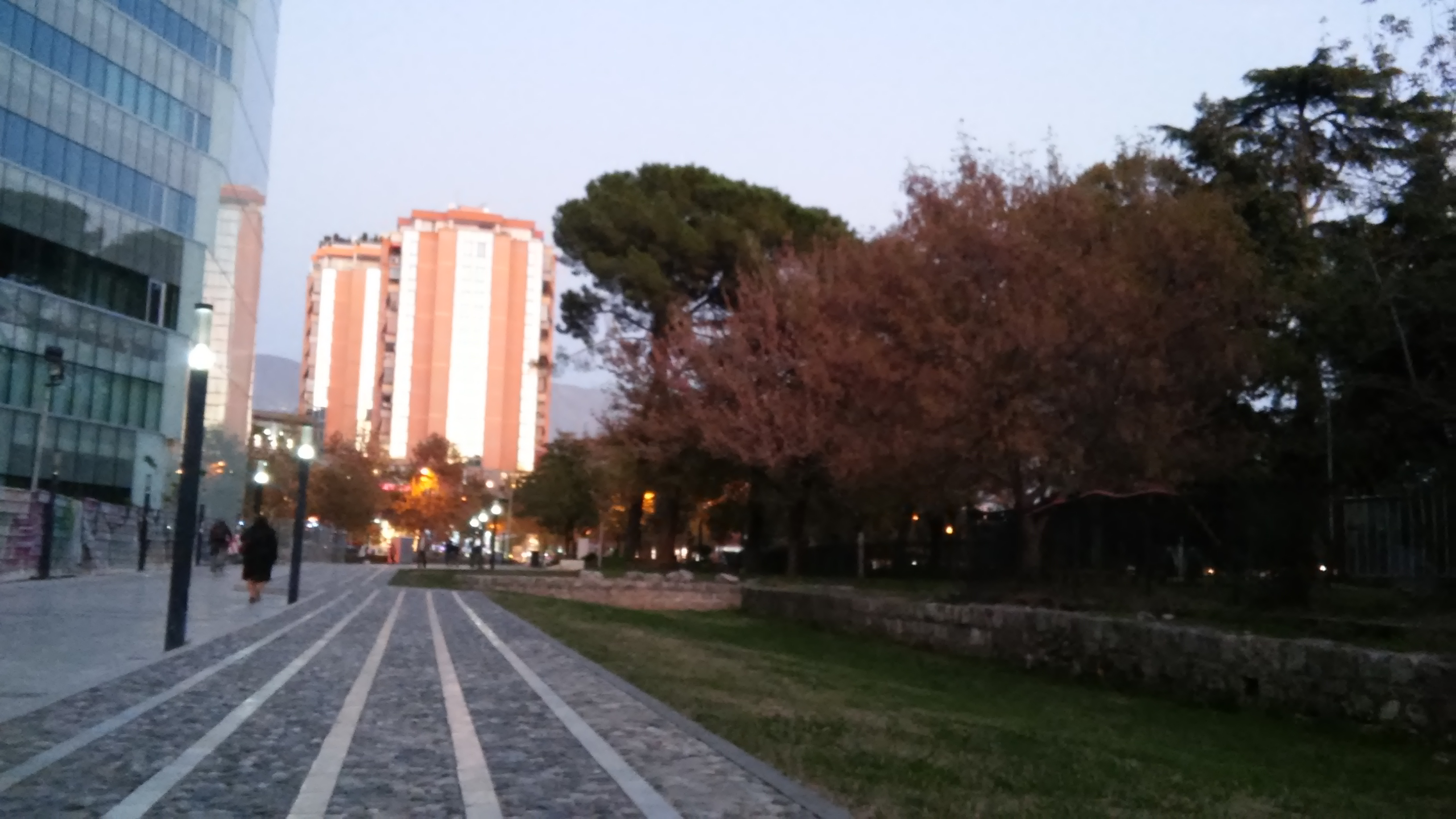
Murat Toptani St附近的地拉那城堡區計劃舉辦重建的傳統市集

近年來，地拉那正成為各種活動的中心，例如節日。他們的多樣性使得不同口味的人們能夠在一個如此小的城市中找到自己。節日為年輕人和成年人提供娛樂。 夏日節日（阿爾巴尼亞語：Dita e Veres）每年3月14日舉行慶祝春天的到來，是該國最大的異教節日。它在地拉那，愛爾巴桑和阿爾巴尼亞的其他城市以及意大利的Arbëresh殖民地廣為人知。
此外，地拉那市在地拉那農村組織了幾個食品品嚐節，以促進當地有機產品和刺激農業旅遊。值得注意的活動包括Shengjergj的番茄節和Ndroq的橄欖節。
另一個重要的活動，地拉那國際電影節每年在地拉那舉行，讓大量藝術家製作各種有趣的電影作品。其他節日包括地拉那爵士音樂節，地拉那雙年展，吉他音樂節，阿爾巴尼亞葡萄酒節以及田徑錦標賽，阿爾巴尼亞拉力賽和山地自行車賽等體育賽事。
2016年，第一屆 Telekom電子節拍在地拉那舉行，將“城市生活方式”的最新趨勢帶到了阿爾巴尼亞青年。這是為了增加對地拉那的遊客數量。然而，在度假期間，該城市已成為該地區許多年輕人的熱門目的地。

### 旅遊
阿爾巴尼亞的旅遊業自從阿爾巴尼亞共產主義的跨台以及在阿爾巴尼亞南部沿岸和北部地區旅遊業發展之後，地拉那亦成為非常受歡迎的旅遊目的地之一，地拉那和該國南北地區被納入該國旅遊重點發展的一部分。地拉那擁有大量豪華酒店、現代餐廳、酒吧和非常大規模的夜總會。該城市最大的酒店是地拉那國際酒店和地拉那廣場，位於市中心斯堪德培廣場附近。豪華的地拉那喜來登酒店也位於地拉那市中心，靠近國際場館中央商務區。位於地拉那中部的其他主要酒店包括Xheko帝國酒店、羅格納酒店、Best Western Premier方舟酒店和Mondial酒店。地拉那是一個被稱為科索沃、馬其頓、黑山和希臘等國家大學生的聚腳點。
據波蘭旅遊運營商協會稱，地拉那已被列入波蘭旅客到訪量排名第10多的城市。
大部分到地拉那的遊客都來自希臘、意大利、科索沃及歐洲各地，而其他地區的遊客數量每年都在增加，越來越多的國際航空公司在地拉那特蕾莎修女國際機場提供每日國際航班服務，以及抵達都拉斯港口碼頭的豪華遊輪，這些遊輪公司會提供這個城市免費一日遊行程。
地拉那的大量古蹟可以追溯到伊利里亞人、羅馬帝國、古希臘及鄂圖曼時期。紀念碑包括斯堪德培廣場、地拉那鐘樓、彼德雷拉城堡、Et'hem貝伊清真寺、聖心教堂 、復活大教堂、卡普蘭帕夏墓、阿爾巴尼亞母親雕像、Blloku、達埃蒂山以及地拉那馬賽克。

### 咖啡文化

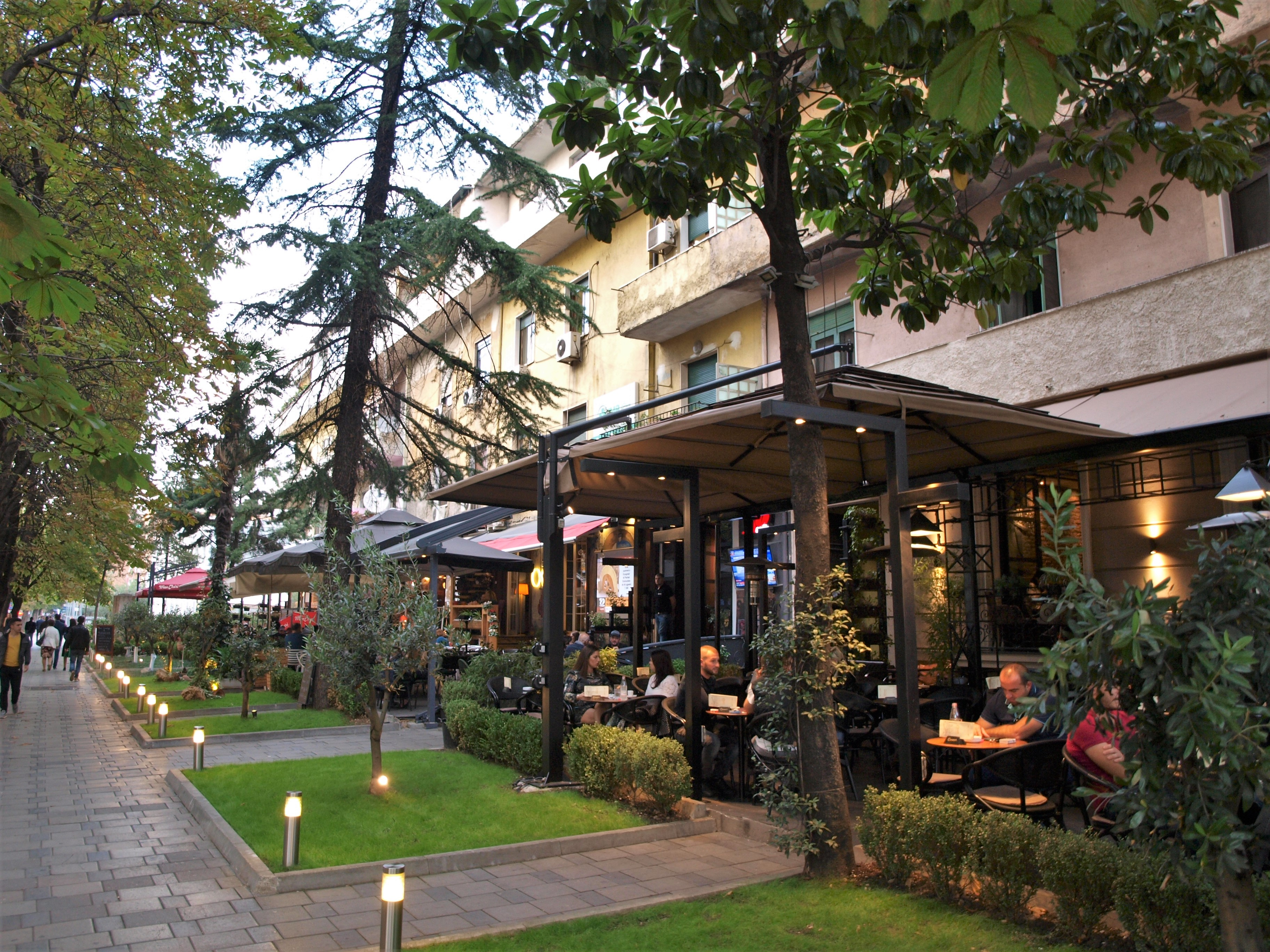
地拉那中部Blloku區的咖啡館

2016年，阿爾巴尼亞成為世界上人均咖啡館數量最多的國家，超過西班牙。事實上，阿爾巴尼亞每10萬居民之中就有654間咖啡館，而阿爾巴尼亞只有約280萬國民。這是由於經濟危機導致咖啡館在西班牙關閉，以及阿爾巴尼亞的咖啡館數量眾多。此外，它是阿爾巴尼亞共產主義垮台後最簡單的謀生方式之一，加上該國的奧斯曼遺產，進一步鞏固了阿爾巴尼亞咖啡文化的強大主導地位。

### 媒體
地拉那是阿爾巴尼亞娛樂業的主要地點，那裡有許多電影，電視劇，書籍，報紙和其他媒體。它是阿爾巴尼亞最大的電影和電視製作中心。阿爾巴尼亞的幾乎所有主要媒體組織都設在地拉那。
電視業在地拉那發展起來，是該市經濟的重要雇主。
一些廣播網絡，例如RTSH、Top Channel、TV Klan、IN TV（阿爾巴尼亞）以及Vizion Plus都總部設在地拉那。廣播電台在首都營運，最著名的是地拉那電台，商業頂級阿爾巴尼亞電台和NRG阿爾巴尼亞。
地拉那是日報的出版物的所在地，包括阿爾巴尼亞、ZëriiPopullit、Shekulli、Gazeta Shqiptare以及Koha。Digitalb和Tring，兩個最大的阿爾巴尼亞媒體，數字衛星和地面電視平台也在地拉那。還有Anabel等國家雜誌的版本、優雅、誰、以及Grazia等國際雜誌， OK!和其他人的總部設在這個城市。 2023年，阿爾巴尼亞共有229萬互聯網用戶，佔阿爾巴尼亞整體人口的83％。

## 體育
作為阿爾巴尼亞首都，地拉那是阿爾巴尼亞的體育中心，在業餘和專業級別舉辦活動。這裡有許多主要的體育設施。從2007年開始，地拉那市已經在地拉那大部分地區建成了80個運動花園。最新的項目之一是重建現有的奧林匹克公園，這將為大多數校內運動提供基礎設施。
地拉那在過去三次主要賽事中主辦了FIBA EuroBasket 2006，2011世界山地跑步錦標賽和2013年歐洲舉重錦標賽。
地拉那有兩個主要的體育場，塞馬爾斯塔法體育場（Qemal Stafa）和塞爾曼斯特馬西體育場。前者在2016年被拆除，為新的國家體育場讓路。這個新球場名為國家體育場球場（ArenaKombëtare），將在前者塞馬爾斯塔法體育場遺址興建，並計劃於2018年向公眾開放。它將設有地下停車場，酒店，商店和酒吧設施，並將用於娛樂活動。由於市政府和政府的投資，地拉那的體育基礎設施近年發展迅速。
足球是地拉那和該國最廣泛的運動項目，擁有眾多俱樂部足球隊，其中包括地拉那足球俱樂部、柏迪遜地拉那和地拉那戴拿模。它從社會各個層面受歡迎，從兒童到富有的專業人士。在足球方面，截至2012年4月，地拉那隊在FSHF組織的72個總冠軍中獲得了57個總冠軍名單，即其中79％。另一項在阿爾巴尼亞流行的運動是籃球，尤其是KB地拉那、BC柏迪遜、BC戴拿模、Ardhmëria以及PBC地拉那籃球隊最受歡迎。
最近有兩個阿爾巴尼亞的欖球聯合會被創造出來，包括地拉那橄欖球俱樂部和Ilirët欖球俱樂部成立於2013年。歐安組織在阿爾巴尼亞的存在啟動基於體育的青年發展計劃 - OSCE，成立於2016年。

### 體育俱樂部
| 俱樂部             | 建立 | 項目 | 聯賽     | 場地                    | 可容納觀眾 |
| ------------------ | ---- | ---- | -------- | ----------------------- | ---------- |
| 地拉那戴拿模體育會 | 1950 | 足球 | 甲組聯賽 | Arena Kombëtare         | 22,500     |
| 柏迪遜地拉那足球會 | 1946 | 足球 | 超級聯賽 | Arena Kombëtare         | 22,500     |
| 地拉那足球俱樂部   | 1920 | 足球 | 超級聯賽 | Selman Stërmasi Stadium | 9,500      |
| BC柏迪遜           | 1946 | 籃球 | A1聯賽   | Asllan Rusi Palace      | 3,000      |
| PBC地拉那（女子）  | 1946 | 籃球 | A1聯賽   | Asllan Rusi Palace      | 3,000      |

## 教育

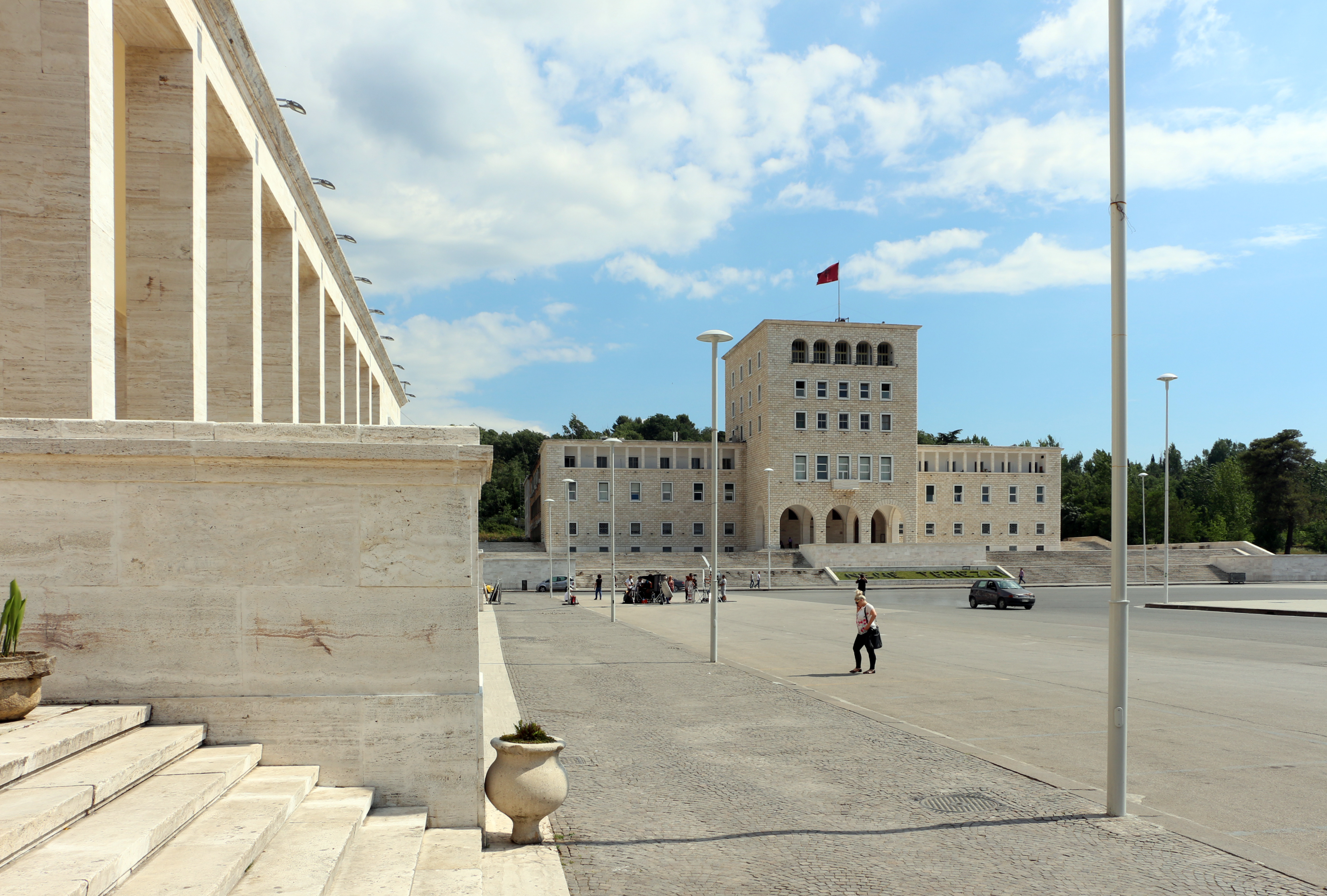
地拉那大學是該國最大和最高排名的大學

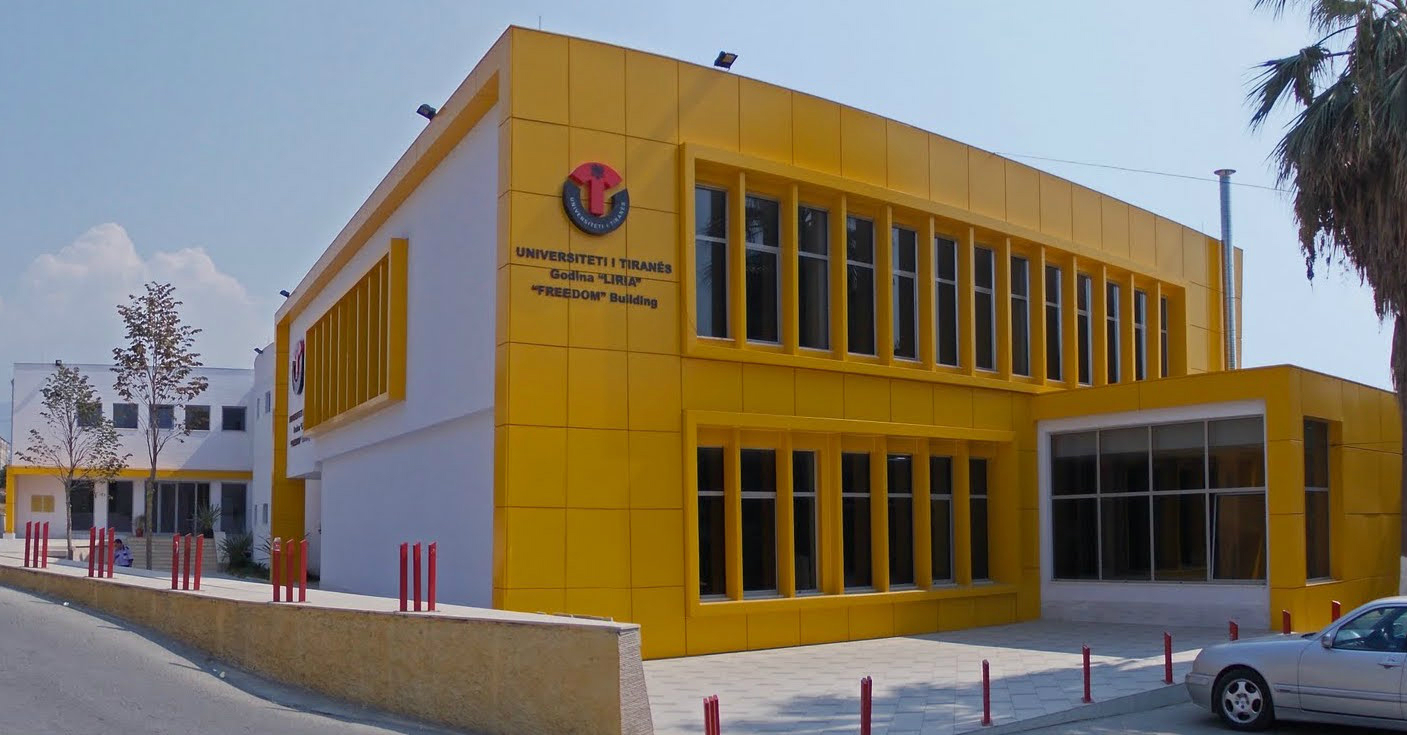
地拉那法學院的建設

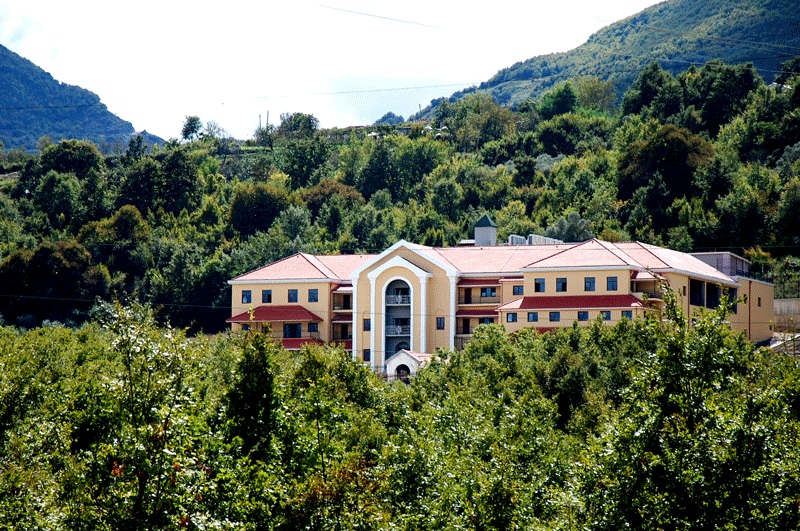
地拉那國際學校是國際優質學校的一部分

在阿爾巴尼亞共產主義的垮台之後，1990年政府宣布了一項重組計劃，將義務教育計劃從8年延長到10年。次年，阿爾巴尼亞的主要經濟和政治危機以及隨之而來的公共秩序崩潰，使學校系統陷入混亂。廣泛的破壞行為和教科書和用品的極度短缺對學校的運作產生了破壞性影響，促使意大利和其他國家提供物質援助。許多教師從農村遷移到城市地區，使鄉村學校人員不足，並使城市失業人員的人數增加;約有2,000名教師逃離該國。 - 共產主義政權在超過四十六年的時間裡對教育系統施加的高度控制的環境終於得到了解決。在1990年代後期，許多學校被重建或重建，以改善學習條件。大多數改善發生在該國較大的城市，特別是在地拉那。
在地拉那，共有64所小學和19所中學。該市還是許多高等教育機構的所在地。這使來自其他城市和國家的許多年輕學生，尤其是來自鄰國的年輕學生，來到地拉那求學。近年來，許多私立大學已經啟用。法國計算機科學大學Epitech也位於該市。
近年來，主要來自意大利南部的外國學生正在地拉那的意大利附屬大學註冊，希望能更好地為意大利大學的入學考試做好準備。
作為阿爾巴尼亞首都，地拉那擁有全國最優秀的教育機構，全國最頂尖的大學地拉那大學也設置在地拉那市區。另外地拉那近年也開設多間醫科、理科、語文科大學，以及多所國際學校。
| 名稱              | 成立年份 | 所在地 | 類型                    | 學生   | 學術人員 |
| ----------------- | -------- | ------ | ----------------------- | ------ | -------- |
| 地拉那大學        | 1957     | 地拉那 | 公共 經典學校           | 35,000 | 900      |
| 藝術大學          | 1966     | 地拉那 | 公共 藝術學校           | 1200   | 64       |
| 醫學大學          | 2013     | 地拉那 | 公共 醫學院             | 8460   | 417      |
| 理工大學          | 1951     | 地拉那 | Public Technical school | 10,000 | 280      |
| 農業大學          | 1951     | 地拉那 | 公共農業學校            | 14,000 | 480      |
| 裁判官學院        | 1997     | 地拉那 | 公共 法學院             | 27     | 15       |
| 歐洲大學          | 2006     | 地拉那 | 私立 古典學校           | 2952   | 167      |
| 地拉那國際學校    | 1991     | 地拉那 | 私立 優質學校           | 200    | -        |
| Marin Barleti大學 | 2005     | 地拉那 | 私立 古典學校           | -      | -        |
| 天主教大學        | 2004     | 地拉那 | 私立 神學院             | 1500   | 600      |
| Epoka大學         | 2004     | 地拉那 | 私立 古典學校           | 1400   | 85       |
| Bedër大學         | 2011     | 地拉那 | 私立 葛蘭 神學院        | 1000   | 50       |

## 轶事
地拉那在2000年－2011年間的市長埃迪·拉马（Edi Rama）是一個畫家，現任阿爾巴尼亞總理，曾在巴黎生活過。他在當選市長後，重新為地拉那河沿岸進行規劃，並邀請歐洲著名的當代藝術家參與設計創作，並由美術學院的學生義務參與建設，為接近40萬平方米的地區美化和翻新。這項工程使拉馬在2004年世界市長评选中擊敗其他400多位對手當選。

## 友好城市
地拉那的友好城市如下：
| - 土耳其 安卡拉 - 希腊 雅典 - 西班牙 巴塞罗那 - 中华人民共和国 北京(自2005年) - 比利时 – 布鲁塞尔 - 羅馬尼亞 布加勒斯特 - 土耳其 – 布尔萨 - 加拿大 – 科堡 - 多哈 - 義大利 – 佛罗伦萨 | - 義大利 – 热那亚 - 乌克兰 – 基辅 - 西班牙 – 马德里 - 法國 – 马赛 - 俄羅斯 – 莫斯科 - 法國 – 巴黎 - 捷克 布拉格 - 科索沃 普里什蒂纳 [a] - 蒙特內哥羅 – 波德戈里察 - 科索沃 – 普里兹伦 | - 義大利 罗马 - 首尔 - 挪威 – 奧斯陸 - 保加利亚 索菲亚 - 瑞典 – 斯德哥尔摩 - 義大利 – 都灵 - 蒙特內哥羅 – 乌尔齐尼 - 立陶宛 – 维尔纽斯 - – 萨格勒布 - 西班牙 – 萨拉戈萨 |

## 圖册

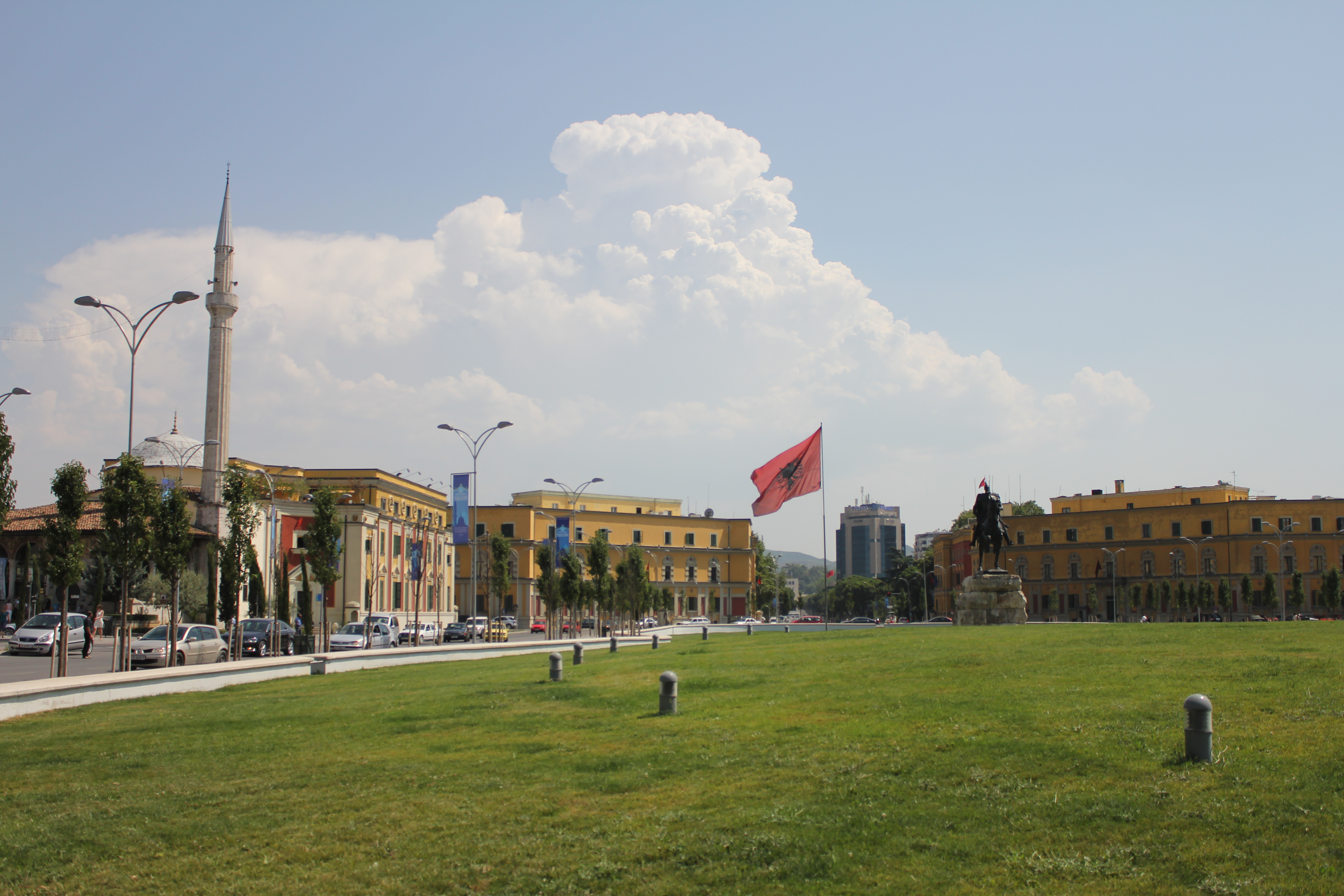
斯坎德培廣場
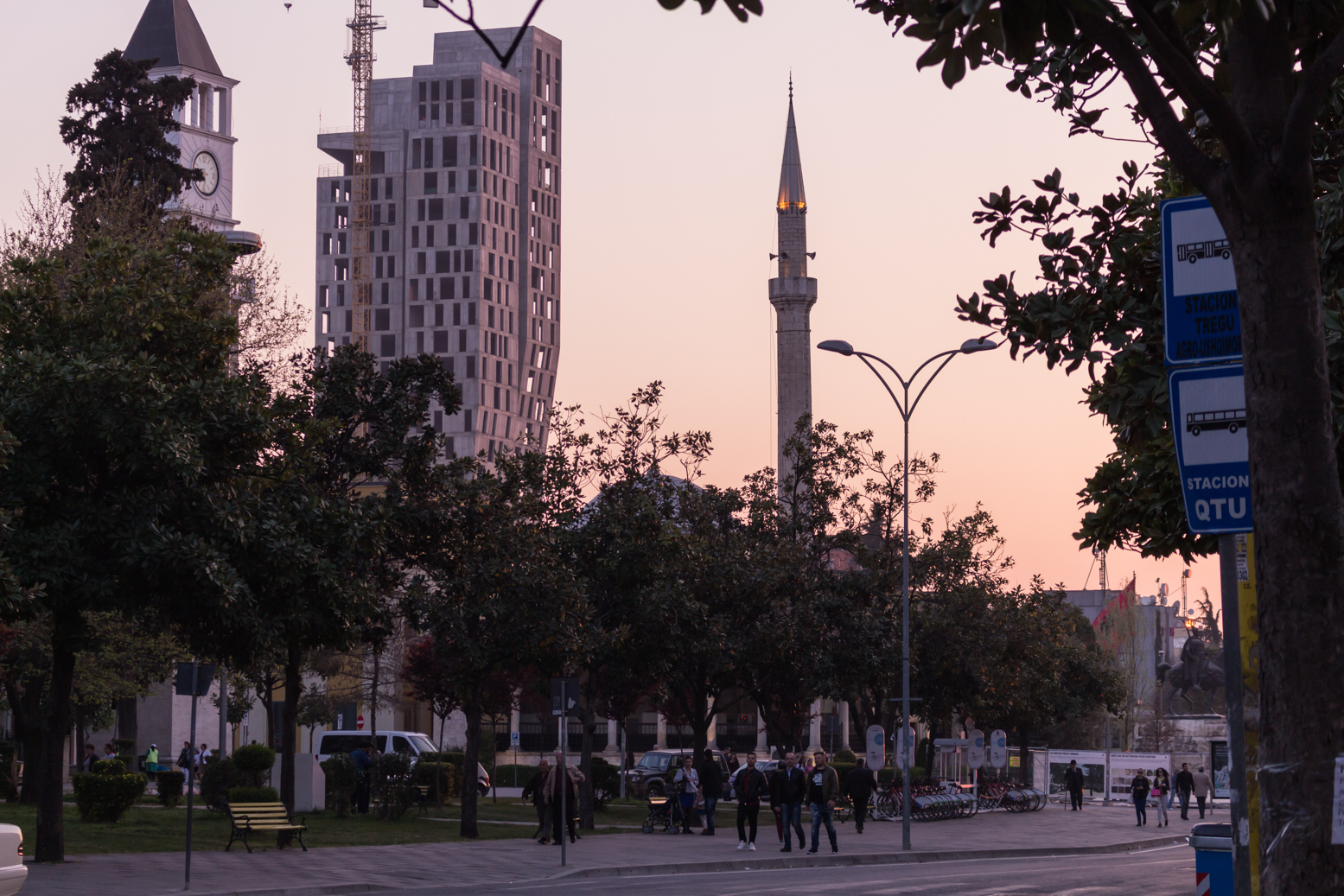
沿著斯坎德培廣場
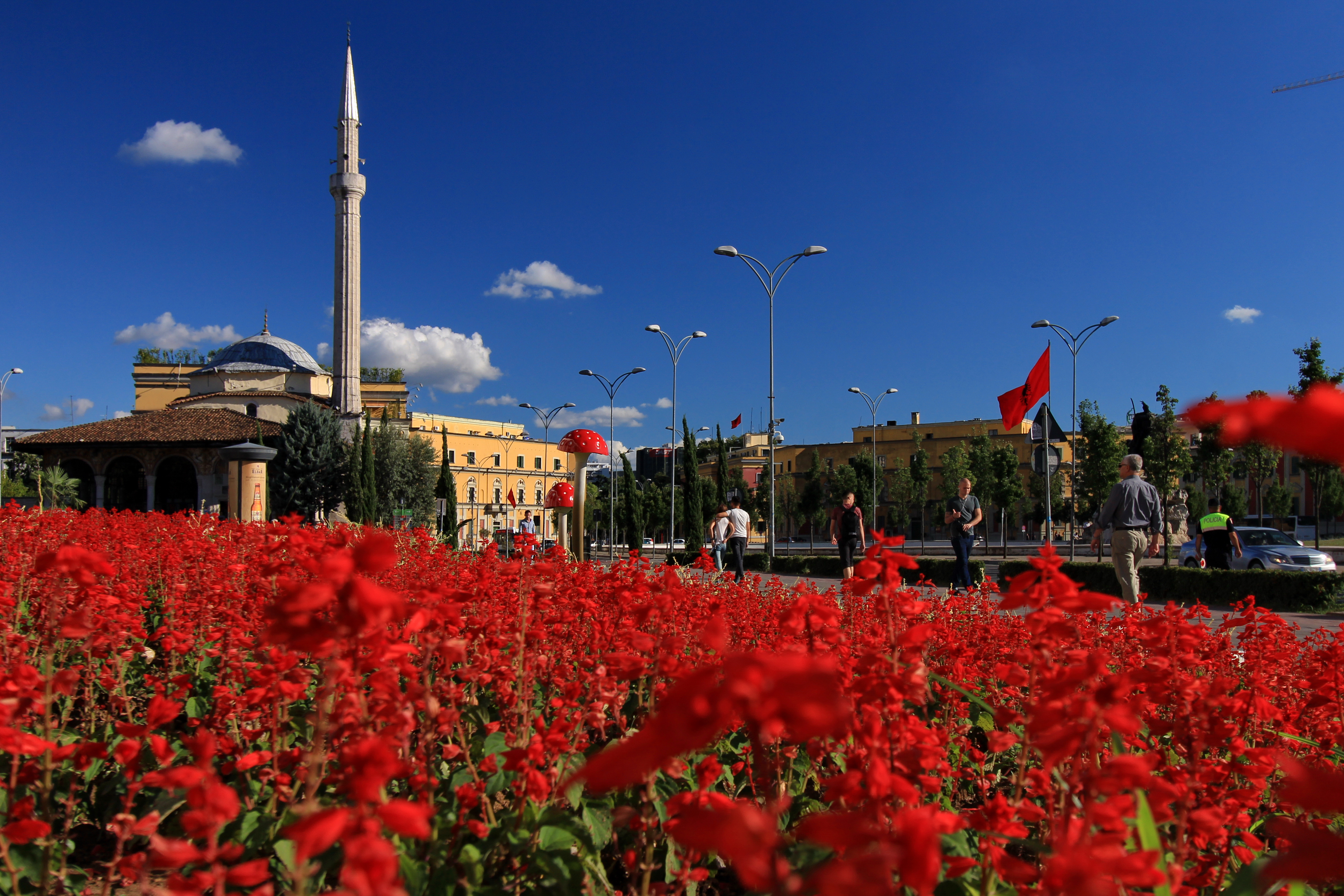
斯坎德培廣場
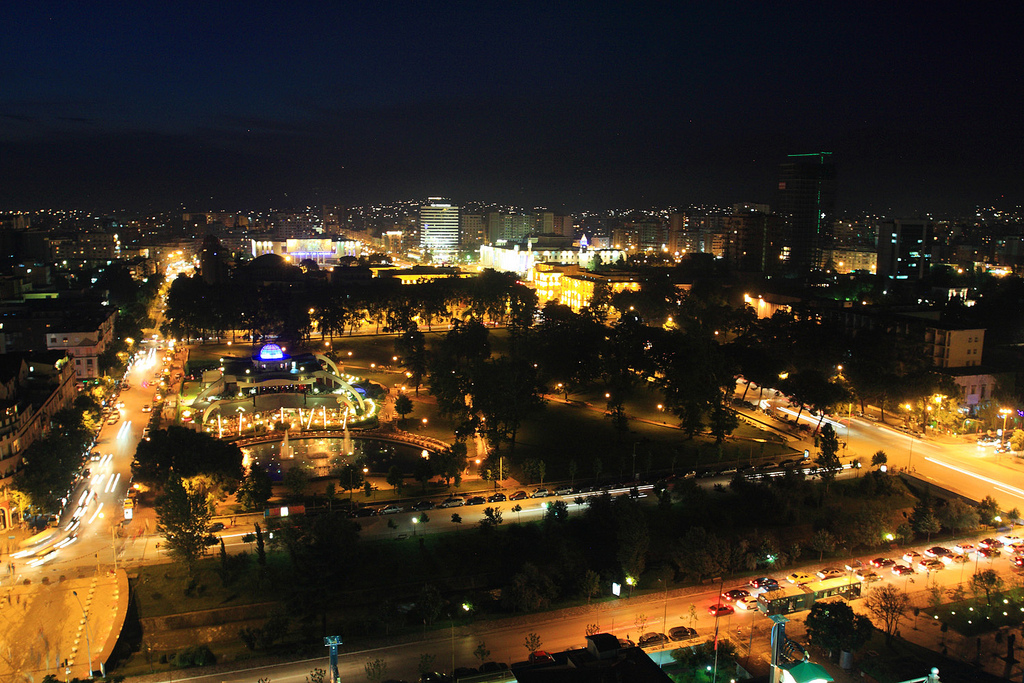
地拉那夜景
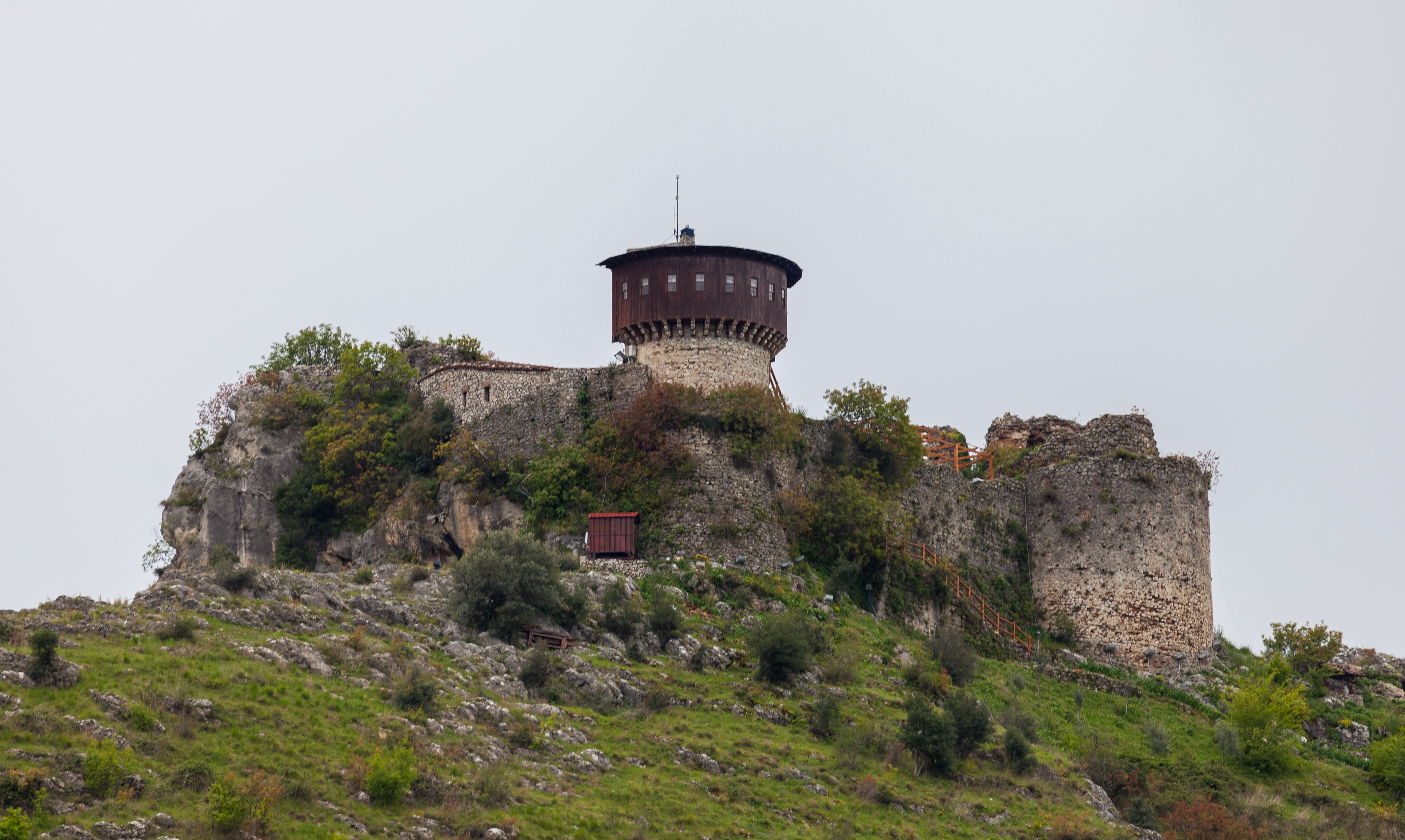
彼德雷拉城堡
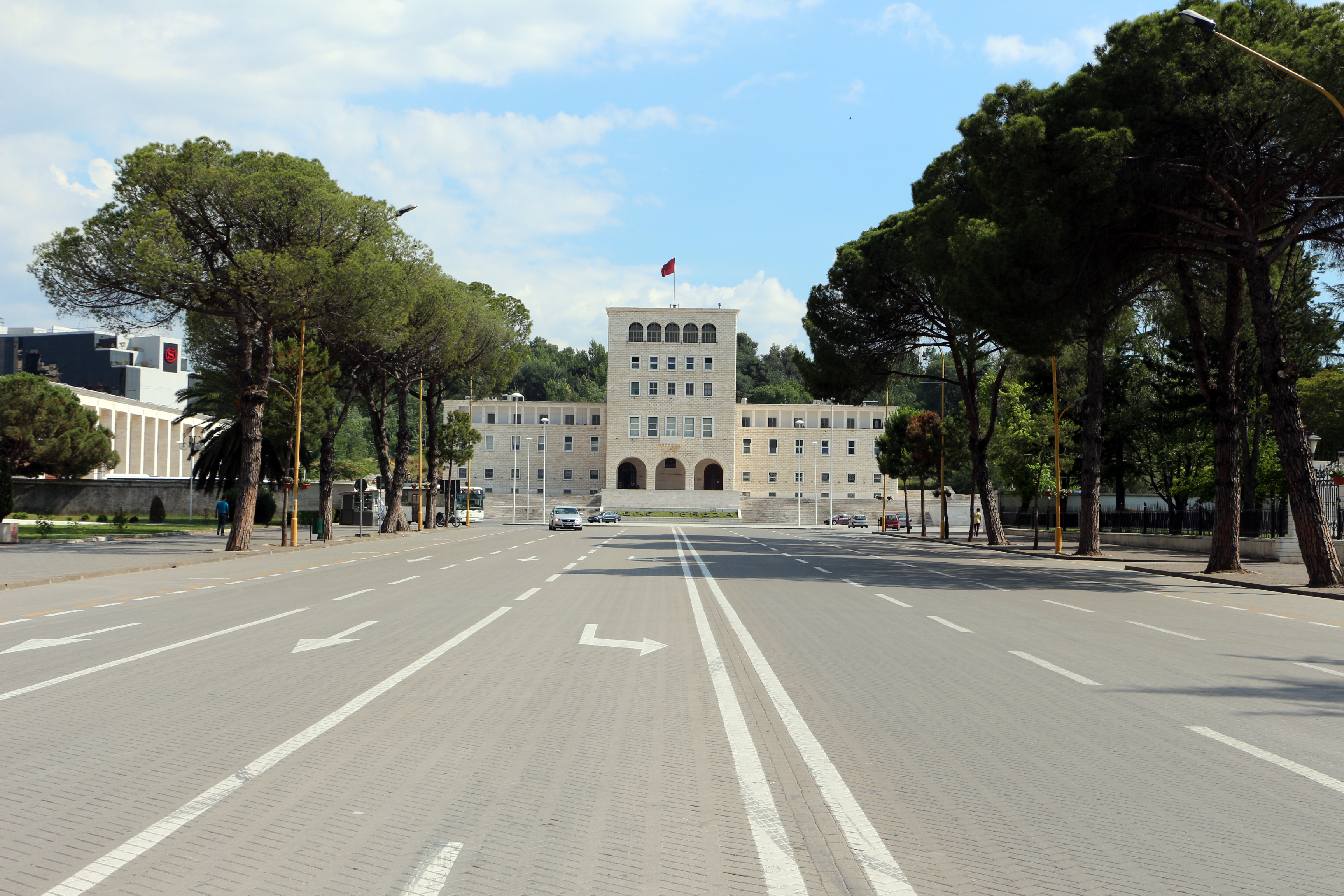
地拉那大學
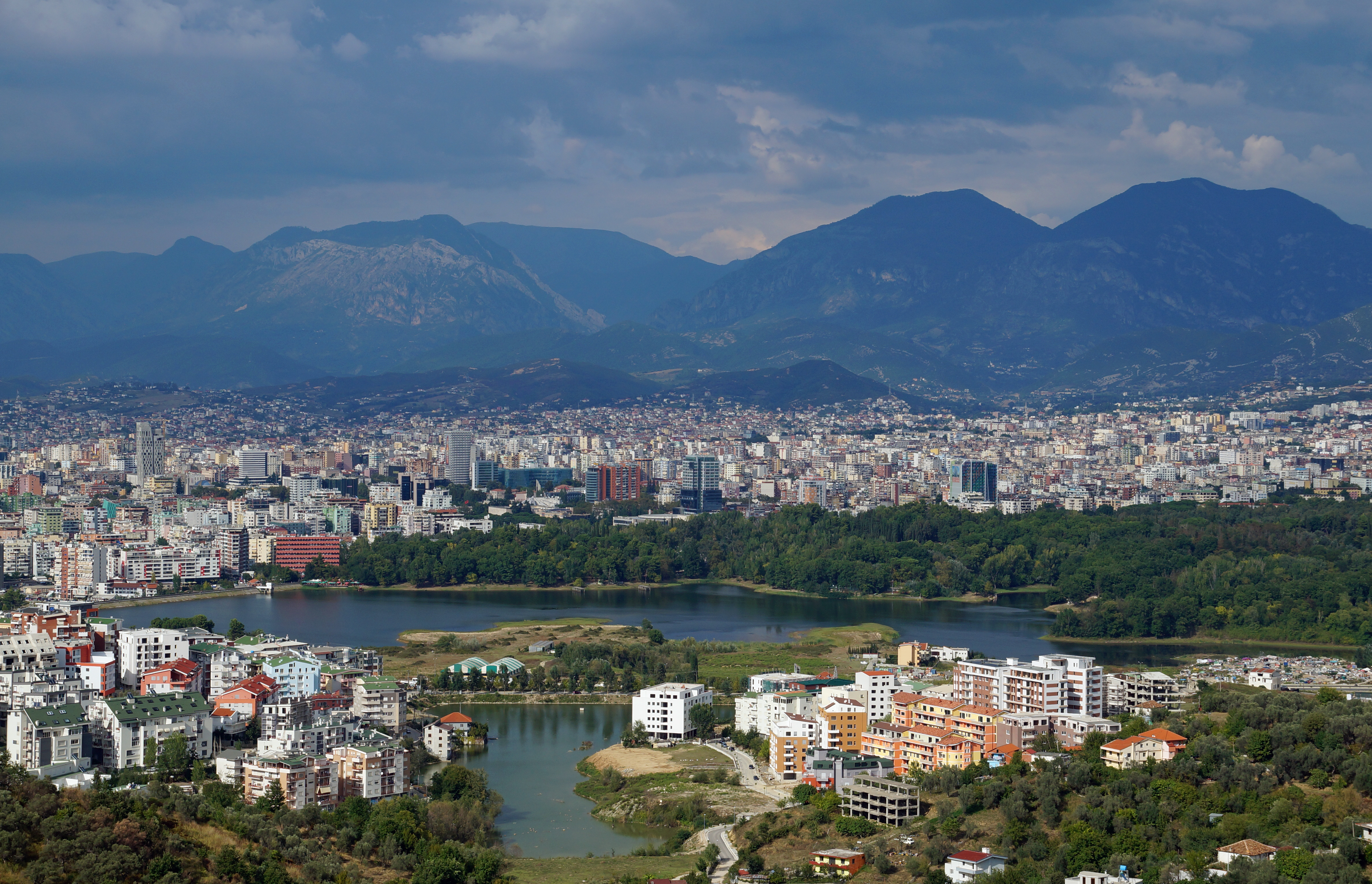
地拉那大公園
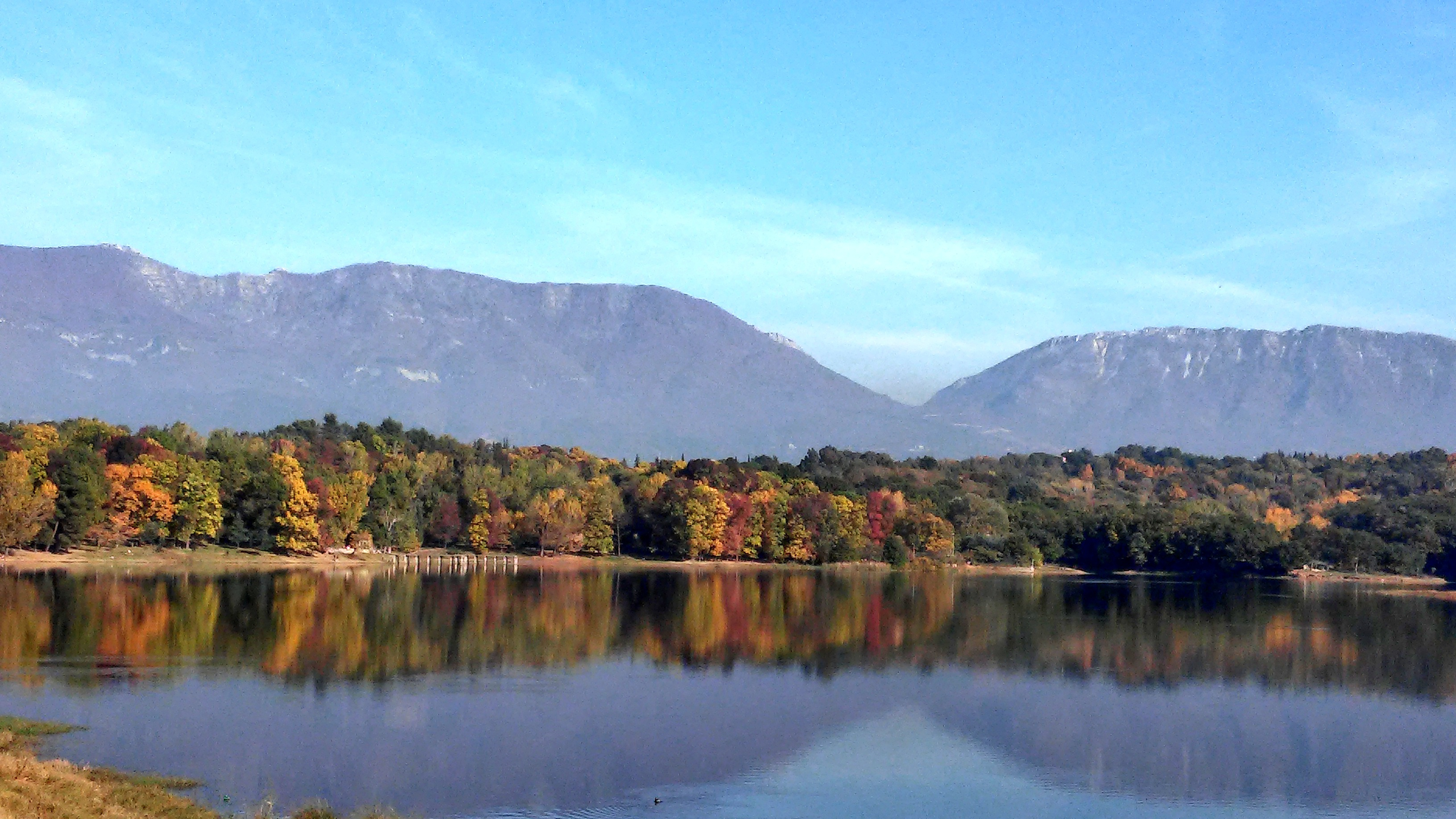
地拉那湖
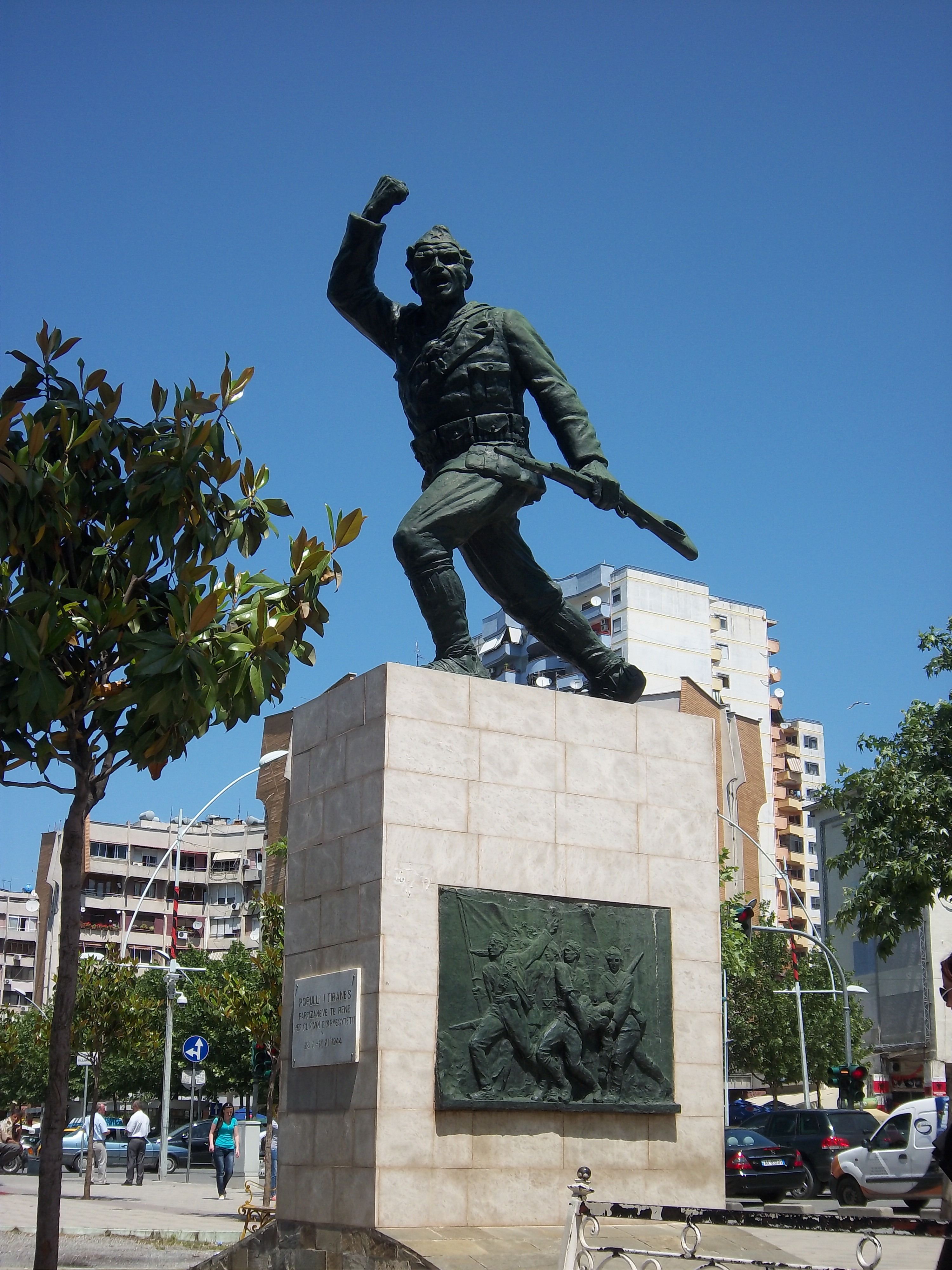
無名士兵
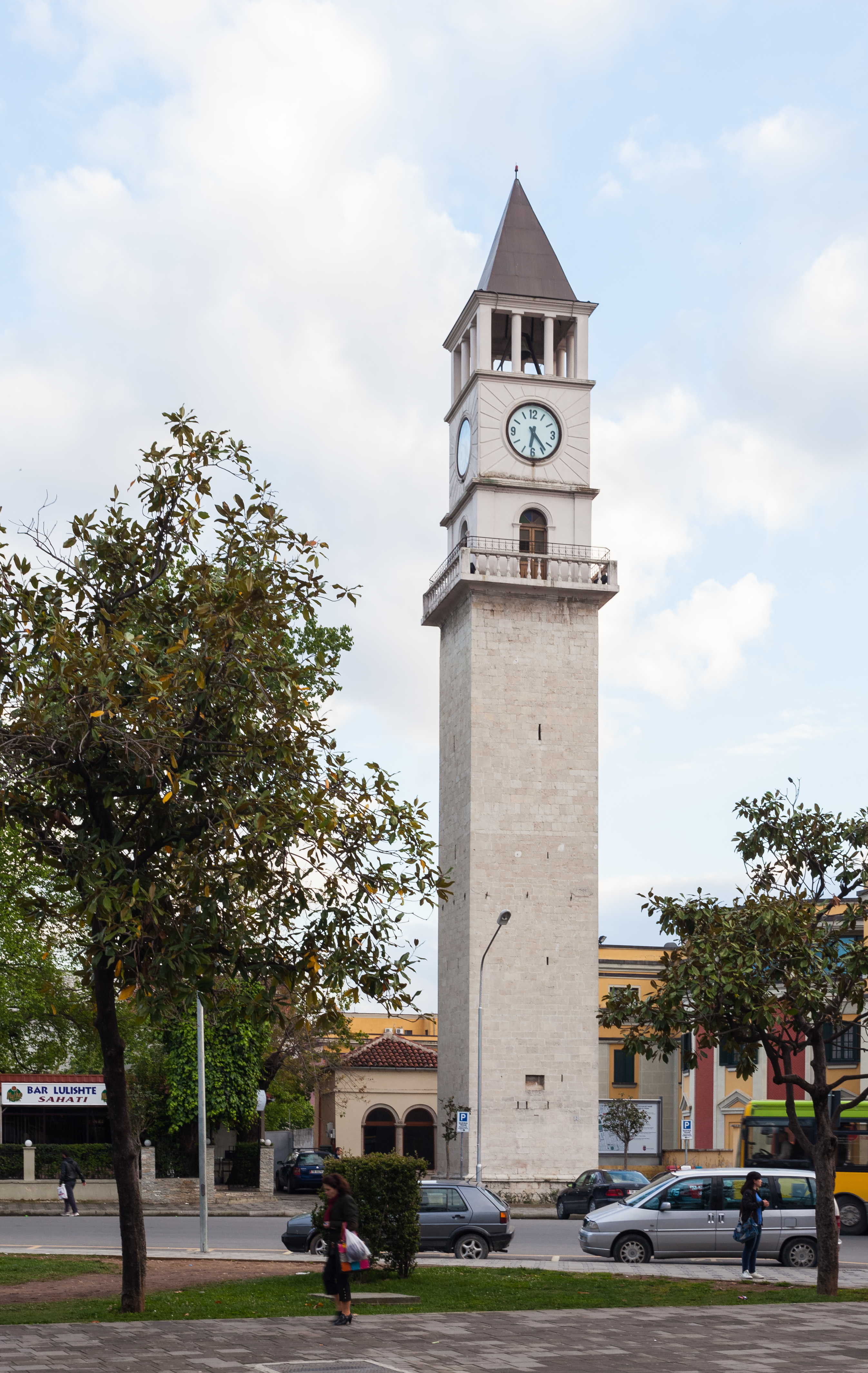
鐘樓
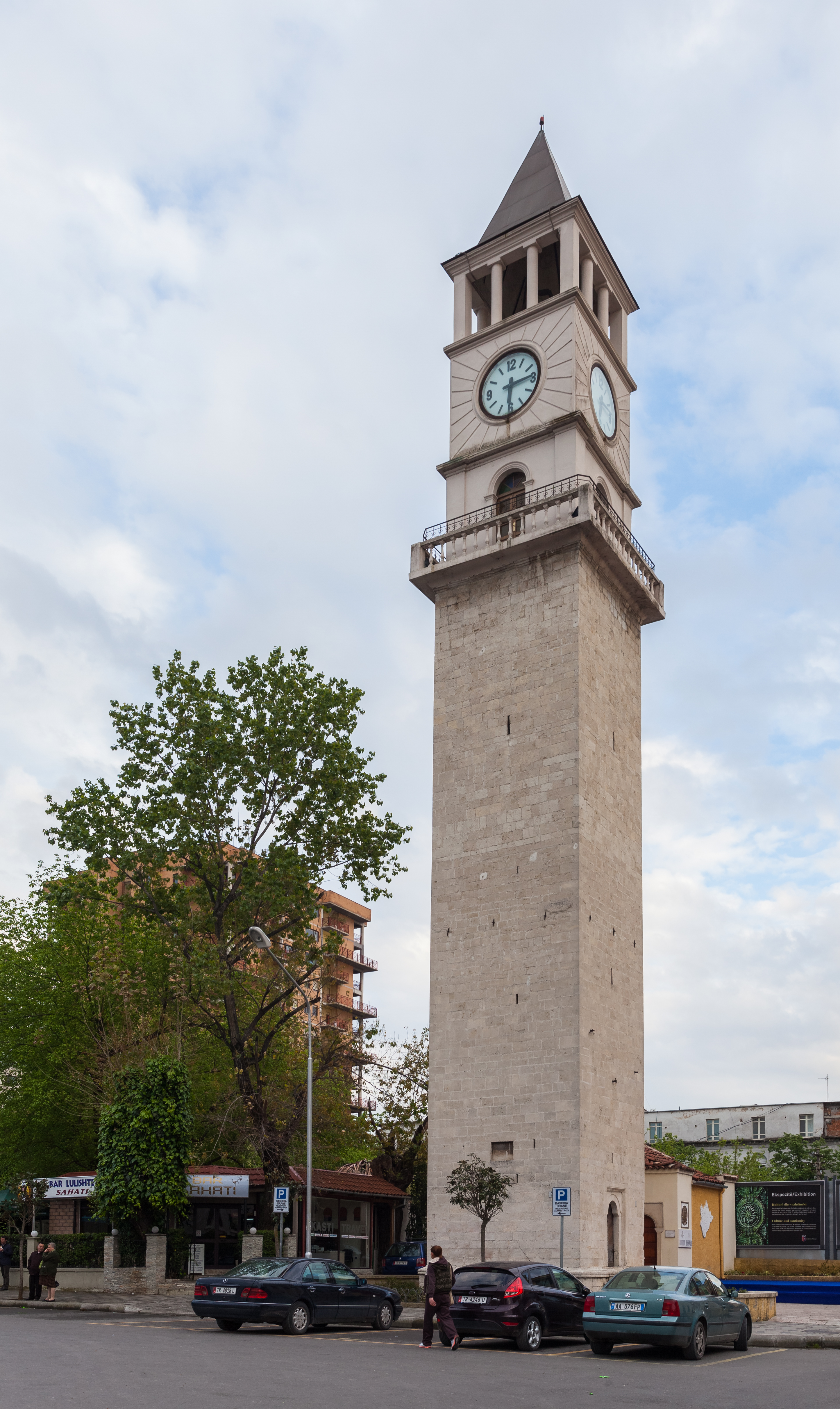
地拉那時鐘塔
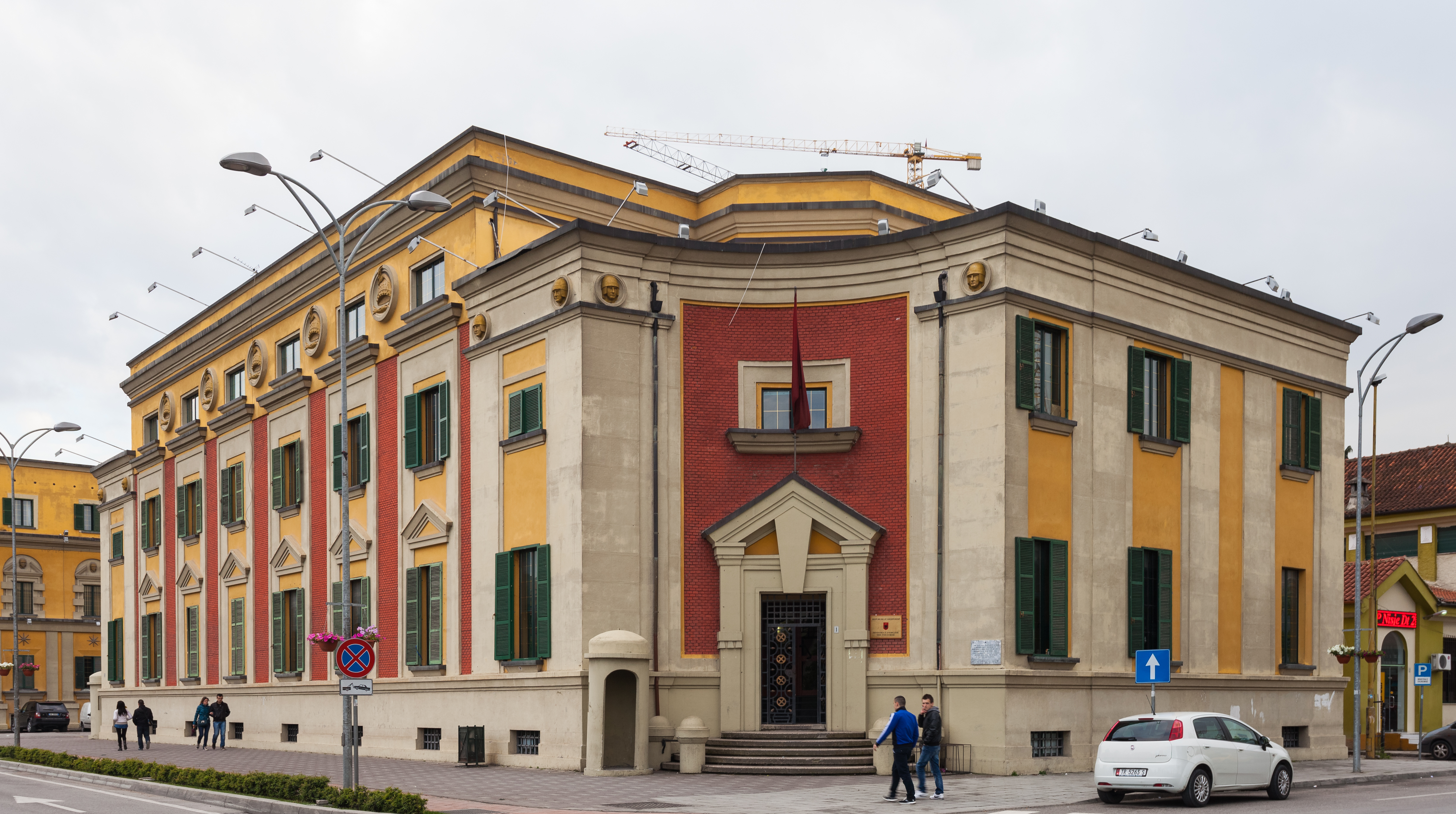
大會堂
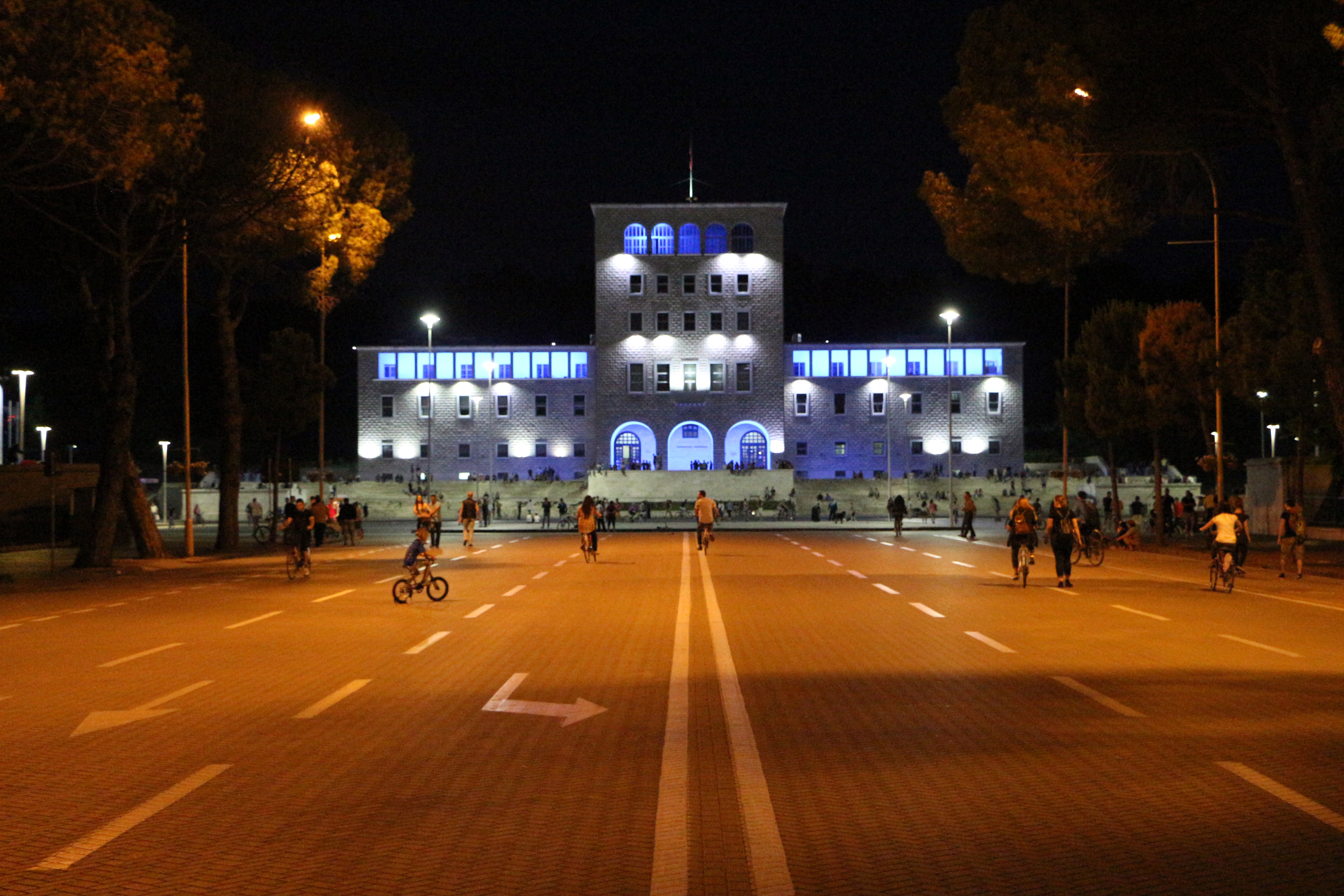
地拉那大學
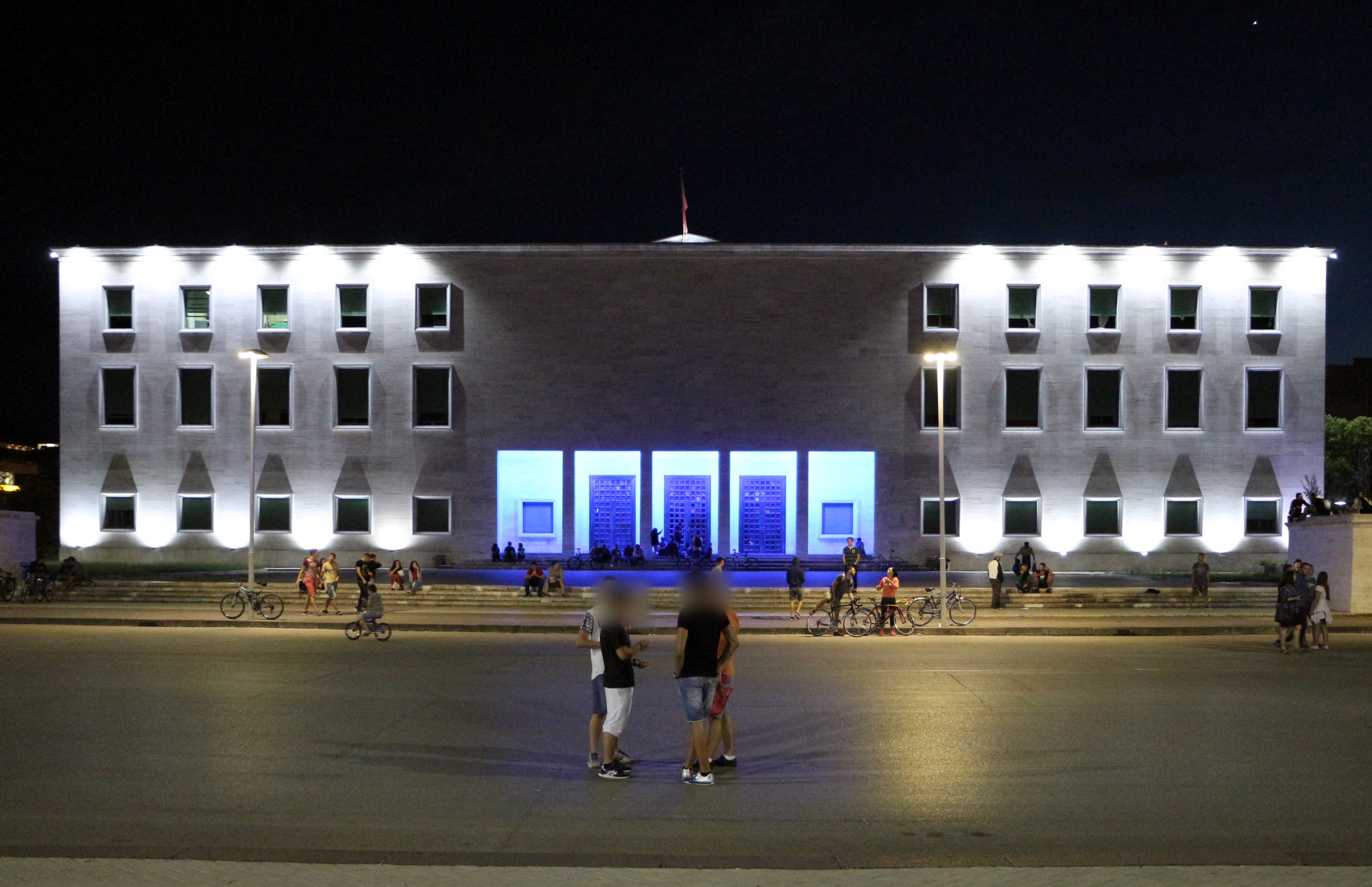
藝術大學
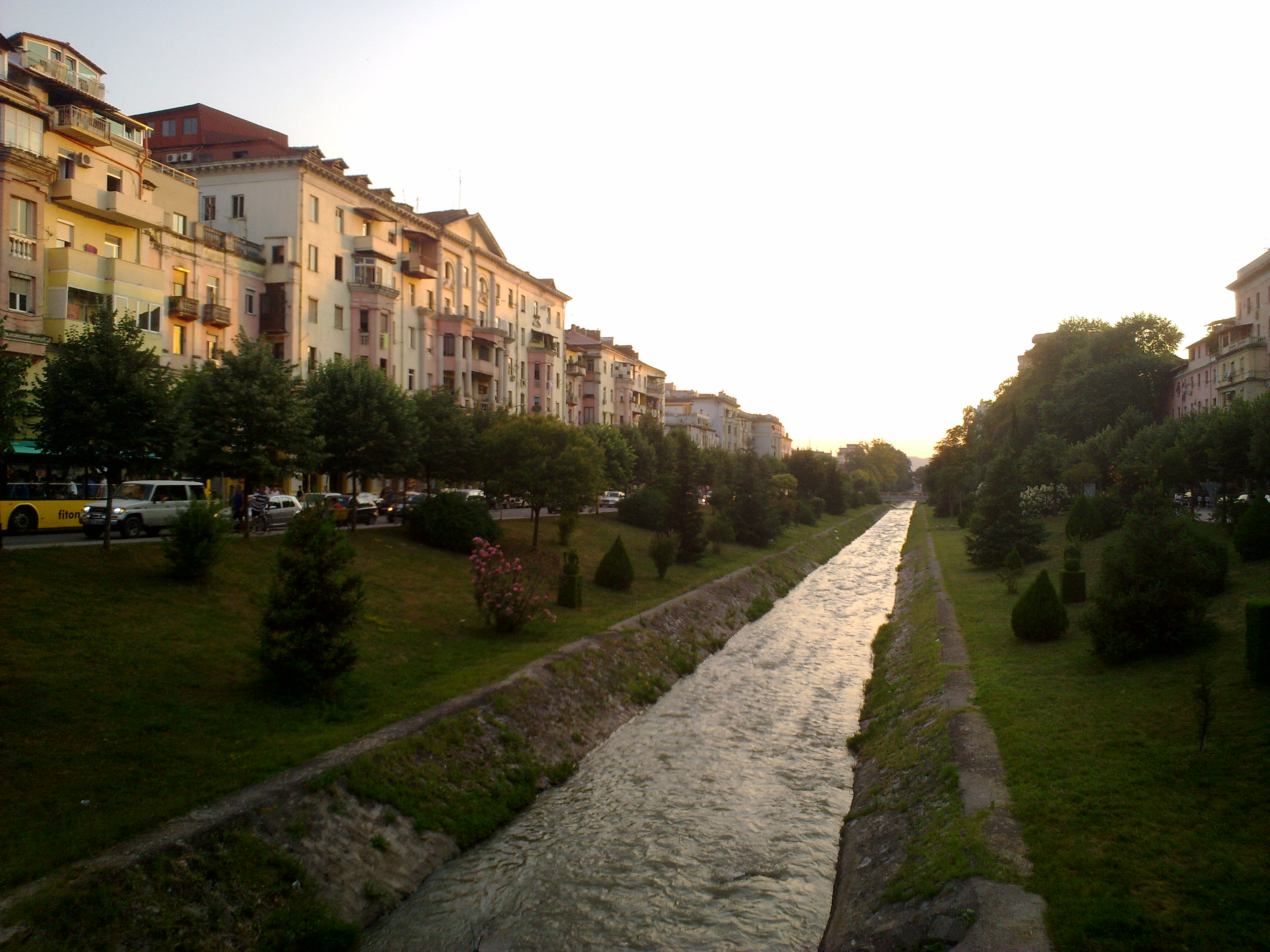
拉納河
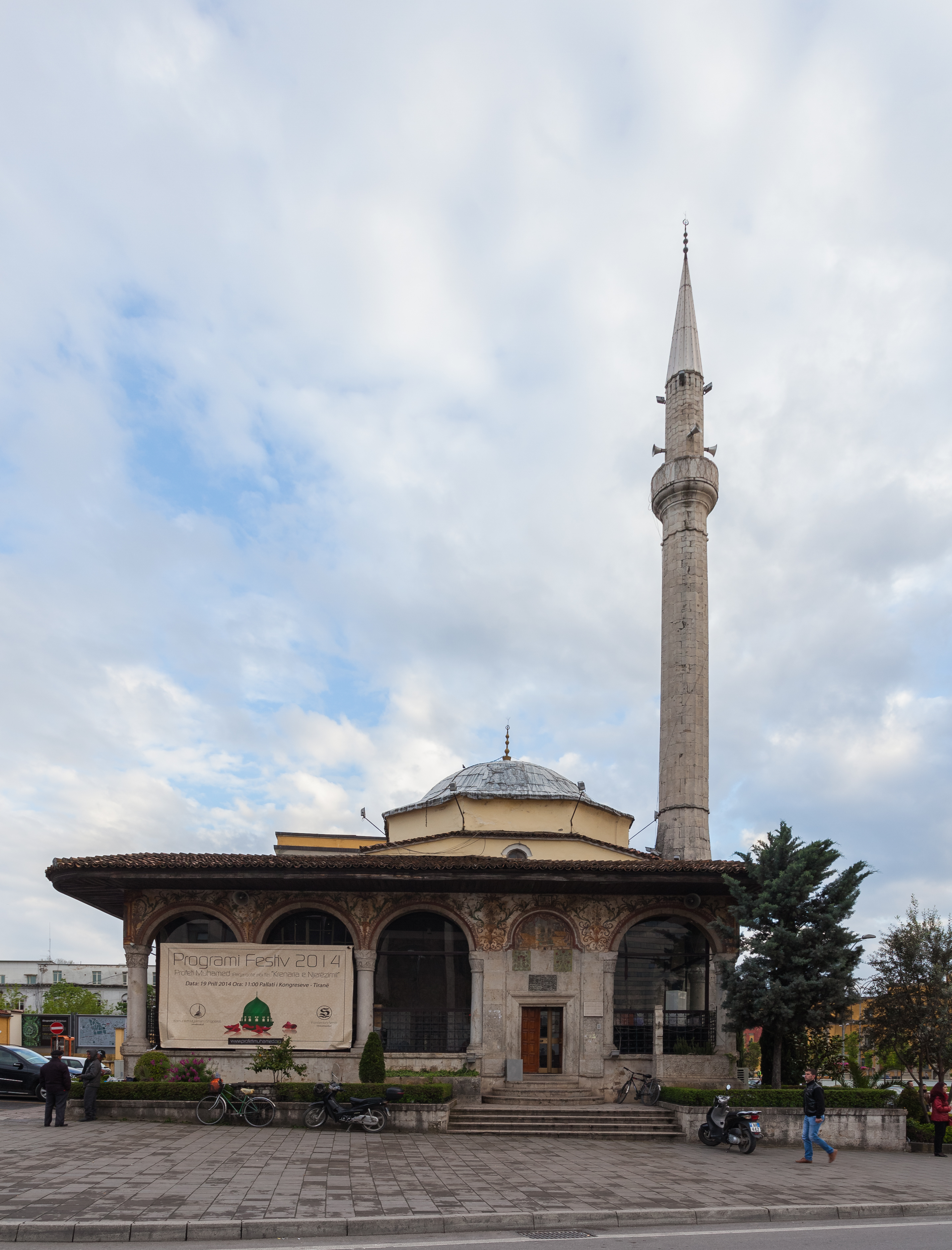
Ethem Bey清真寺
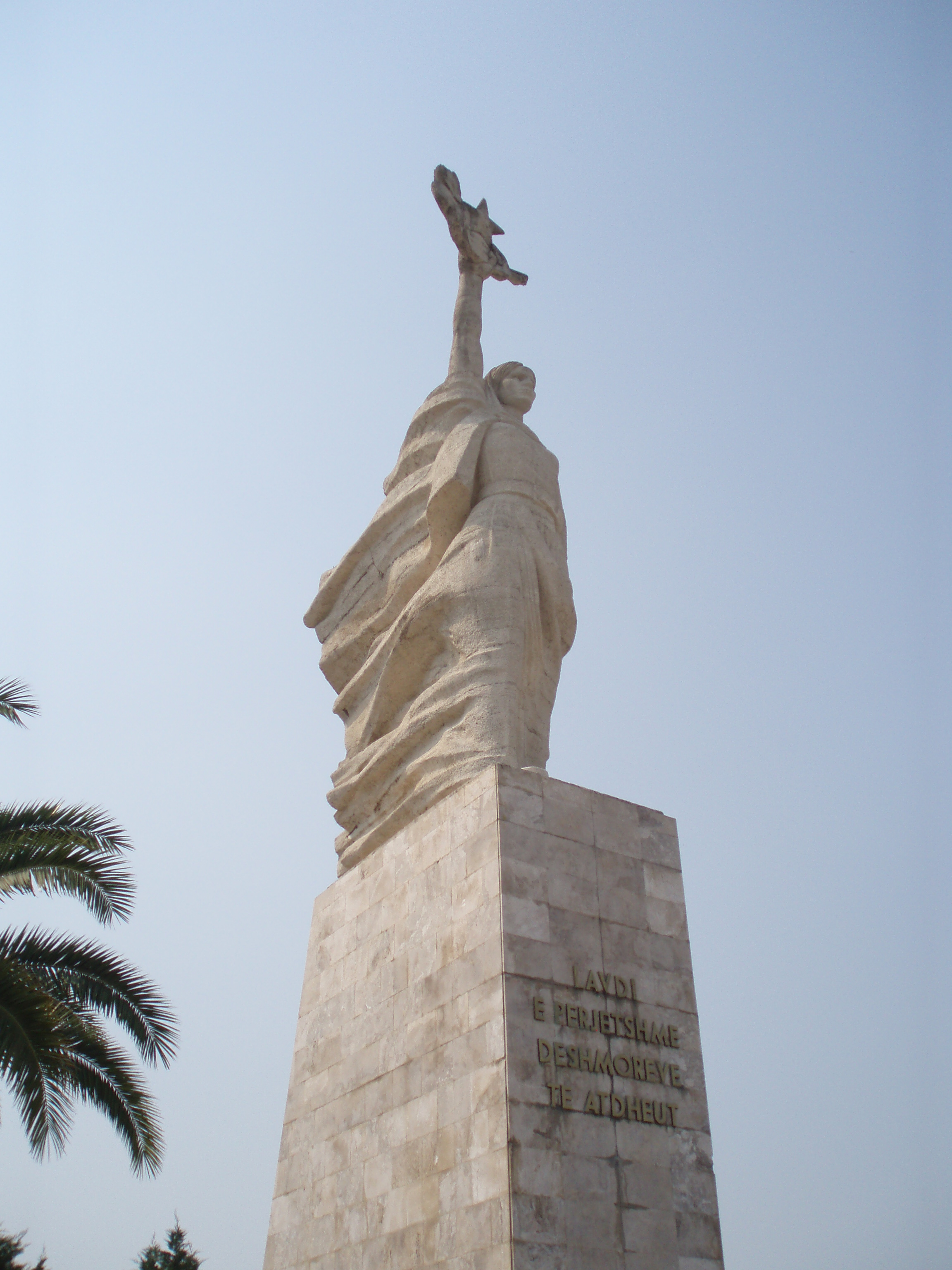
阿爾巴尼亞母親
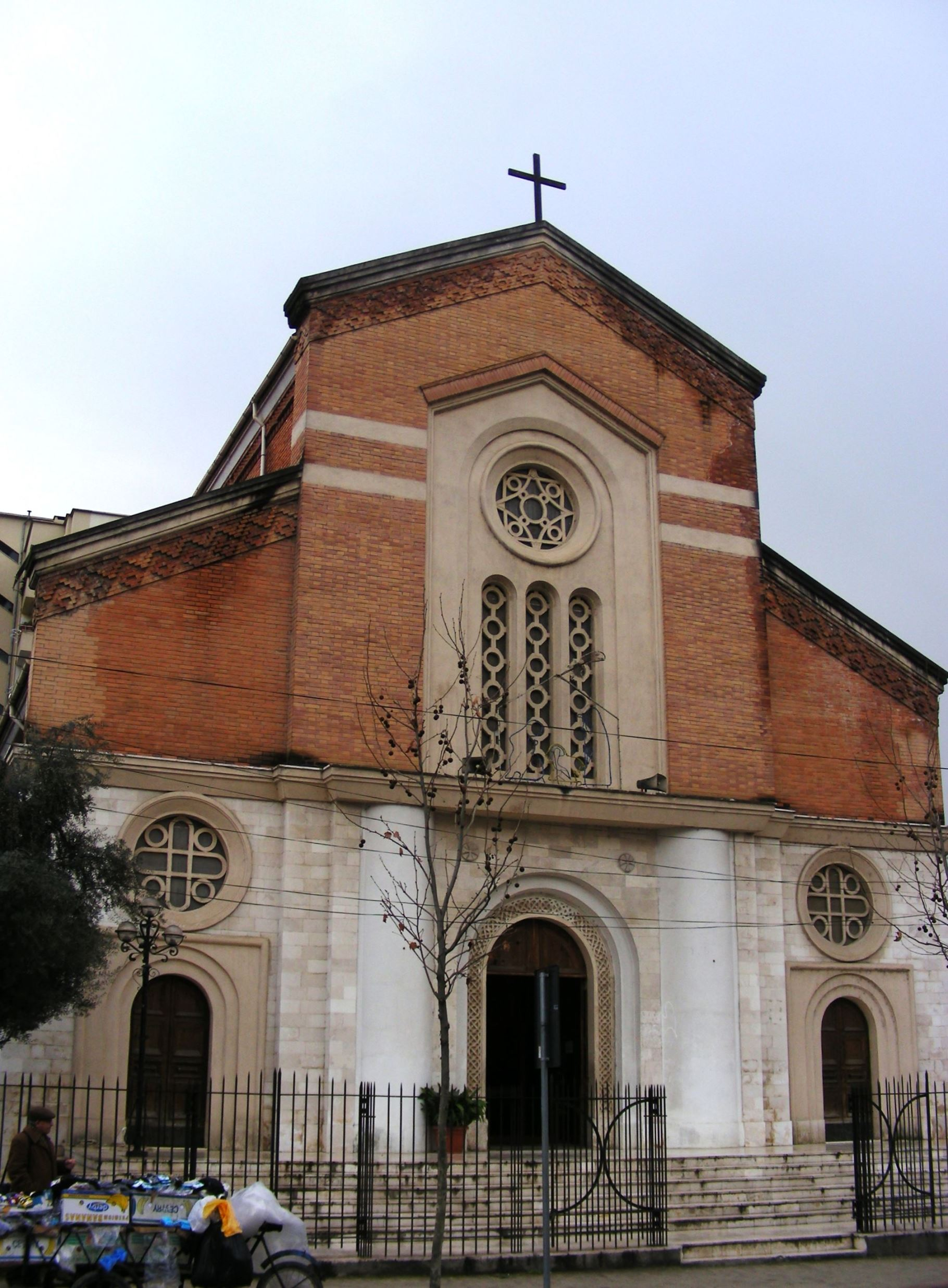
聖心教堂
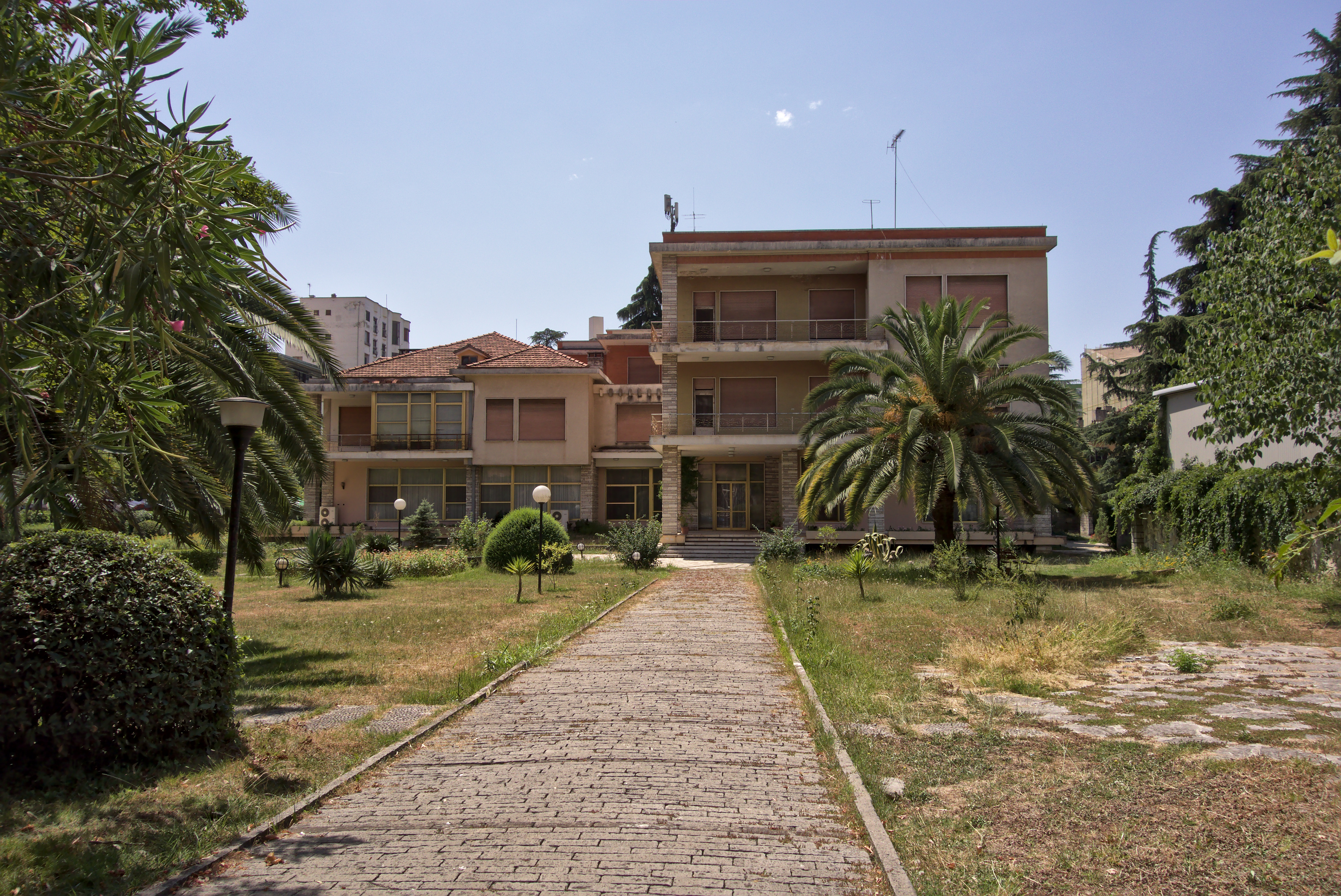
恩維爾·霍查的故居
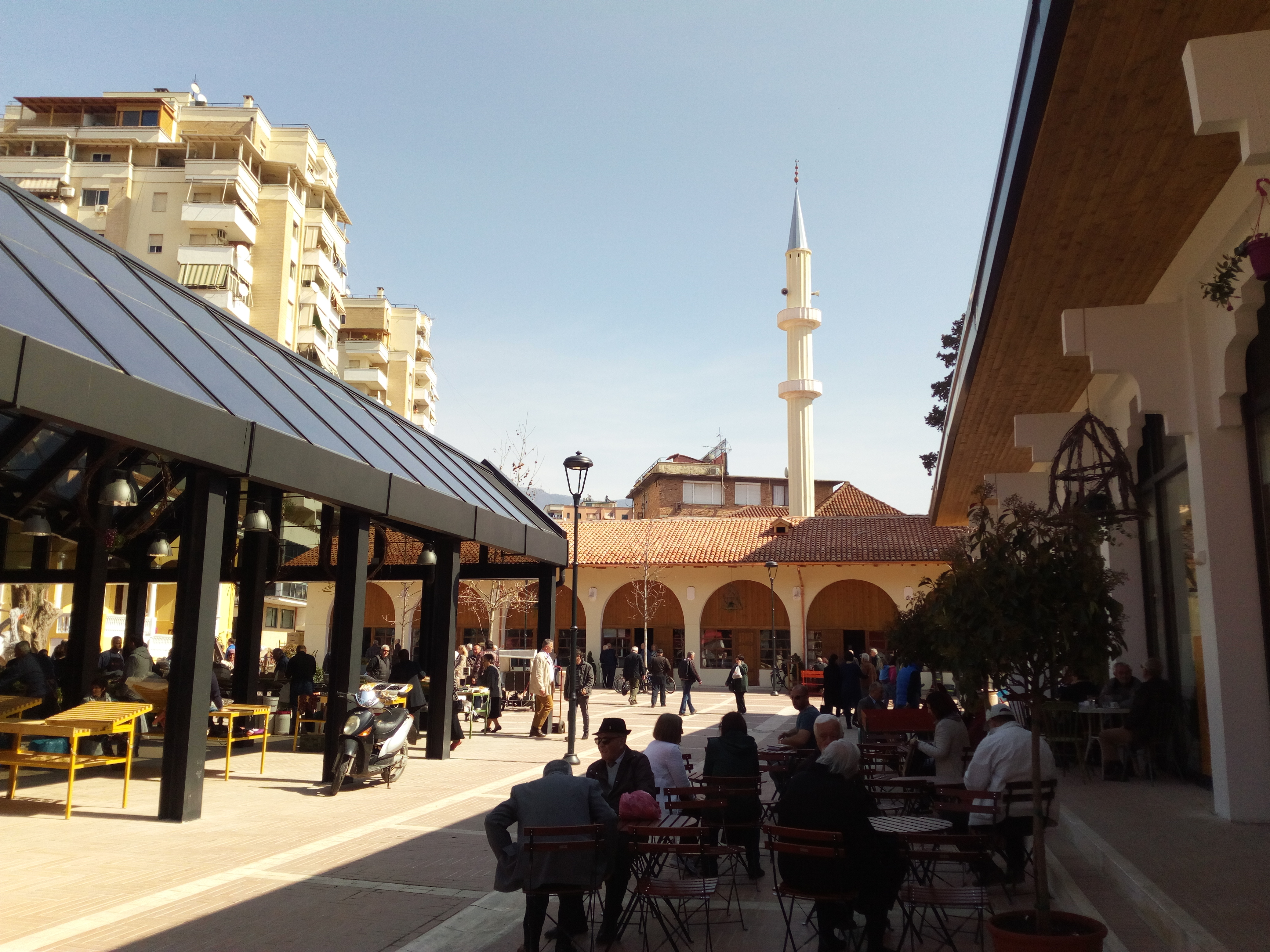
Pazari i Ri(大巴扎)
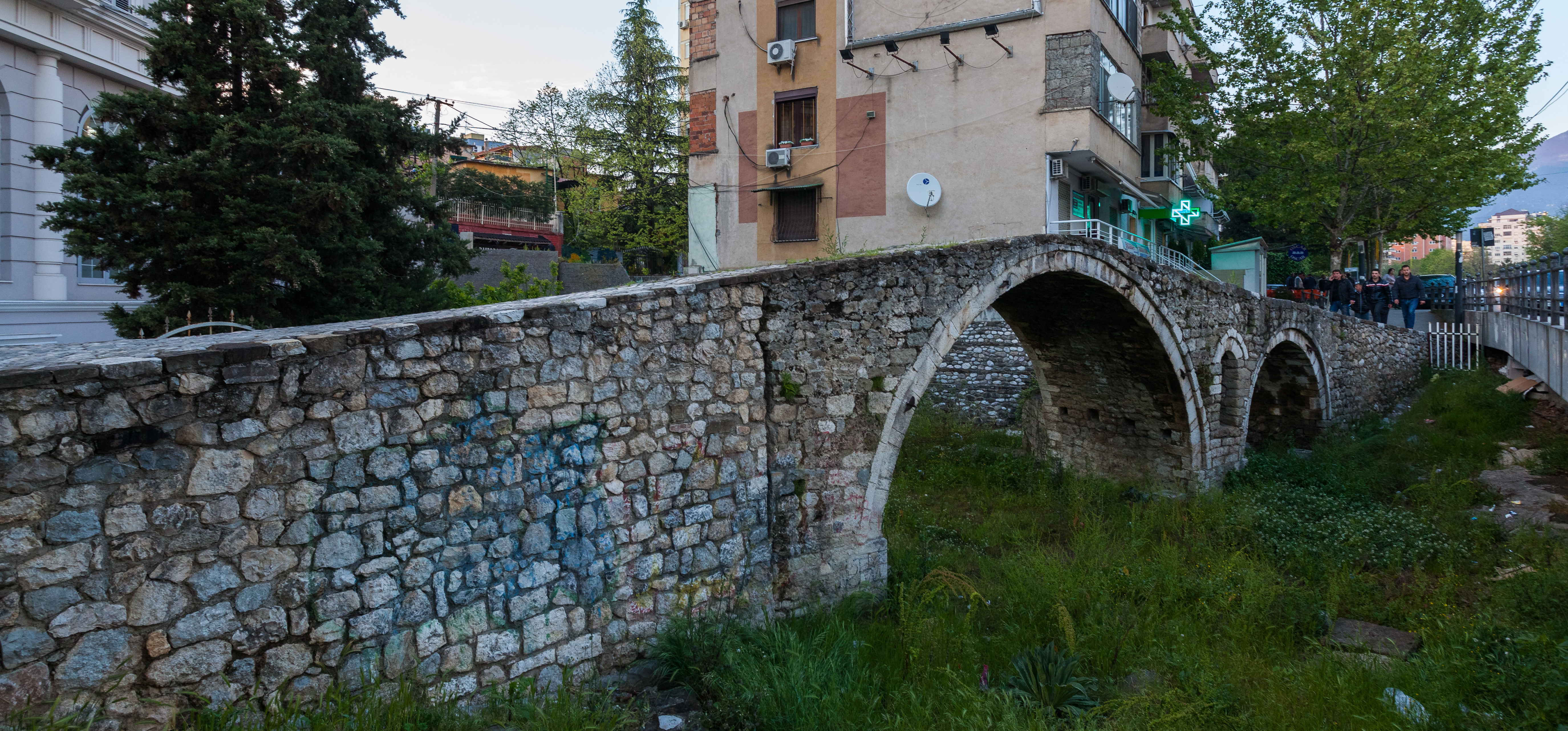
塔巴克橋